# Реальные пацаны
«Реа́льные пацаны» — российский комедийный сериал о жизни обычного пермского гопника Коляна и его друзей — Антохи и Вована. Сериал официально признан культурным достоянием Пермского края. Транслировался в эфире телеканала ТНТ с 8 ноября 2010 года по 2 ноября 2023 года. Длительность сериала — 10 сезонов.

## Рейтинги, отзывы и анонсы

### Сезон 1, блок 1 (8 ноября — 30 декабря 2010)
Пресса отмечала, что пилотная серия не понравилась жителям Перми, в которой происходит основное действие и съёмки сериала. Однако, по данным «TNS Россия», сериал занял 2-е место в топ-20 программ, популярных у молодёжной возрастной категории от 18 до 30 лет. Повтор 1-го сезона получил у той же аудитории долю 21,8 %.

### Сезон 1, блок 2 (9 марта 2011 — 7 апреля 2011)
Согласно анонсам, этот блок являлся 2-м сезоном на момент выхода, но позднее на официальном сайте нумерация изменилась. Газета «Телевести» писала в статье-анонсе 2-го сезона, что будут затронуты следующие темы: «Что стало с отцом Коляна, как выглядит мама Леры, почему Вован питается золотом, зачем Антоха спаивает сотрудницу ЗАГСа? И при чём здесь Владивосток?». Продюсер сериала Антон Зайцев заявил, что в первых эпизодах был упор на «реальную пацанскую жизнь» с брутальным юмором, а во 2-м сезоне зрителю откроется глубокий внутренний мир Коляна. Первая серия 2-го сезона (9 марта 2011) попала в лидеры телесезона 2010—2011: её рейтинг на канале «ТНТ» составил 7,6 %, а доля — 33,4 %, на этом канале это была самая рейтинговая передача.

### Сезон 2, блок 1 (7 ноября 2011 — 8 декабря 2011)
Перед началом сезона его сюжет изначально держался в тайне, в прессе упоминались лишь отрывочные сведения о некоторых сюжетных поворотах, в частности — что в одном из эпизодов герои разобьют Audi A6 (см. описание последней серии сезона). Слоган 3-го сезона, по словам продюсера — «Клан Сопрано из Перми». Также «Аргументы и факты» сообщали накануне начала сезона, что в съёмках участвовали Анна Семенович и братья Запашные. Непосредственно перед началом сезона там же было описано, что произойдёт в сериале за сезон: беременность Леры, серьёзная работа Коляна над своим характером и серьёзные изменения в жизни всех героев. Продюсеры сериала заявили, что жанр в новом сезоне сместится в сторону криминальной комедии.
Первая серия этого сезона заняла 3-е место в списке лидеров канала «ТНТ» в сезоне 2011—2012, получив рейтинг 5,1 % и долю 14 % по данным TNS Russia.

### Сезон 2, блок 2 (27 августа 2012 — 27 сентября 2012)
По заявлению авторов сериала, серии этого сезона созданы в соответствии с законом «Об ограждении детей от получения информации, причиняющей вред их здоровью и развитию», подписанным Дмитрием Медведевым. Ряд серий нового сезона был продемонстрирован на предварительном показе 22 августа, а сюжет обсуждался в нескольких изданиях; в частности, «Комсомольская правда» подробно указала направление сюжетных линий и карьерного роста героев; «Аргументы и факты», указав основные сюжеты, заявили, что сериал может стать «российской Санта-Барбарой». Все новостные источники, писавшие о новом сезоне сериала, упомянули такие сюжетные линии, как: открытие героями собственного кафе, служба в армии и вступление в секту.

### Сезон 3, блок 1 (8 апреля 2013 — 30 апреля 2013)
В преддверии нового сезона несколько изданий опубликовали интервью с актёрами и «спойлеры»: Колян и Лера будут жить в Москве, все главные герои тоже окажутся в столице, а в съёмках примут участие Виктор Рыбин и Наталья Сенчукова.

### Сезон 3, блок 2 (30 сентября 2013 — 24 октября 2013)
Согласно официальному анонсу, следующие серии под подзаголовком «Столичный сезон, часть 2» транслировались с 30 сентября 2013 года.
Согласно газетным анонсам, в новом сезоне зрителей ждёт амбициозный начальник Коляна, который заставит весь коллектив биться за место старшего консультанта; «бизнес» Антохи и Вована совместно с бомжом; они же, осваивающие знакомства в Интернете; будни Эдика в тюрьме и выживание Машки с ребёнком и Валей; роман участкового Ознобихина с состоятельной москвичкой и многое другое. Екатерина Шпица, игравшая роль начальницы Коляна, в новом сезоне сниматься не будет.

### Полнометражный фильм
Съёмки стартовали 12 августа 2019 года, в прокат фильм вышел 17 декабря 2020.
В Перми появился вирус, который превращает жителей в зомби. Город оцеплен военными, учёные пытаются найти вакцину, самолёты скидывают продовольствие. Герои, как и остальные жители Перми, приспособились к новой реальности и живут обычной жизнью: ходят в кафе, занимаются бизнесом, строят планы и пытаются своими силами очистить город от зомби. Всё идёт своим чередом, но однажды укусили Леру. Теперь Коляну нужно во что бы то ни стало найти для неё лекарство.

## Сюжет

### Пилотная серия
Создатели проекта реалити-шоу «Реальные пацаны» предлагают пермскому гопнику Коляну, попавшемуся на краже крышек с канализационных люков, принять участие в реалити-шоу. За ним всё время будет ходить оператор, снимая его жизнь, работу и друзей. От Коляна требуется только одно — жить честно. У Коляна уже есть условный срок и несколько приводов в милицию, и, если он откажется, ему грозит тюремное заключение. Поэтому Колян соглашается на участие в реалити-шоу «Реальные пацаны». Однако даже после освобождения ему приходится помогать своим друзьям Антохе и Вовану, а также разбираться в неприятностях.

### 1 сезон, блок 1
Колян работает продавцом-консультантом в салоне мобильной связи с коллегой — метросексуалом Эдиком; его лучшие друзья, Антоха и Вован — механики в автосервисе, Колян часто бывает и у них. Дома Коляна ждёт мама Марина и её сожитель Армен — продавец обуви на рынке; отец Коляна отбывает наказание в колонии. Колян, как условно осуждённый, ежедневно отмечается у участкового Игоря Ознобихина и его помощника Алексея Базанова; вне работы Базанов влюблён в бывшую одноклассницу, проститутку Настю Иванчук.
В личной жизни у Коляна присутствуют две девушки: простоватая Машка, с которой он познакомился полгода назад и живёт в одном районе, и обеспеченная и интеллигентная студентка Лера, с которой Колян рос в одном дворе до её переезда и в которую он влюблён. Её отец, известный в Перми бизнесмен Сергей Иванович, откровенно презирает Коляна. Также присутствуют подруга Машки — девушка «с тяжелым характером» Валя, и подруги Леры — гламурные девушки Олеся и Вика.
Центральная сюжетная линия сезона — попытки Коляна выбрать: остаться жить с нелюбимой, но доступной Машкой или завоёвывать любимую, но недоступную Леру. Колян выбирает Леру, но сезон заканчивается тем, что Лера уходит от Коляна, а сам он, после попойки на свадьбе друзей, просыпается без трусов в постели у Машки.
| 1  | Коляну грозит 2 года лишения свободы за кражу крышек от канализационных люков, а телевидение даёт ему шанс на исправление. Колян становится примерным гражданином и находит работу продавцом сотовых телефонов. Но в первый же день работы участковый Ознобихин подозревает Коляна в краже телефона у клиента салона. | 8 ноября 2010   |  |  |  |  |
|    | |                 |  |  |  |  |
| 2  | В салоне сотовой связи Колян встречает бывшую одноклассницу Леру, дочь бизнесмена. Она делает платёж за сотовую связь и у Коляна оказывается чек с её номером телефона. Антоха, в порядке критики акции «Браслетики добра» в салоне сотовой связи, решает сделать реальное добро, подарив детдомовцу 99 рублей. Во время обхода младший лейтенант Базанов встречает бывшую одноклассницу, ныне проститутку, Настю Иванчук.                                                                                | 9 ноября 2010   |  |  |  |  |
|    | |                 |  |  |  |  |
| 3  | Колян стремится найти возможность для общения с Лерой. Он, Антоха и Вован вместе идут на танцевальную вечеринку латиноамериканских бальных танцев. | 10 ноября 2010  |  |  |  |  |
|    | |                 |  |  |  |  |
| 4  | Колян пытается решить, стоит ли добиваться Леры или остаться с Машкой. Антоха и Вован планируют попасть в женское общежитие. Мама Коляна подозревает своего сожителя Армена в краже серёжек. | 11 ноября 2010  |  |  |  |  |
|    | |                 |  |  |  |  |
| 5  | Колян встречает в университете Леру и её отца Сергея Ивановича. Базанов пытается навести порядок с уличной проституцией и защищает ударившую его Настю. | 15 ноября 2010  |  |  |  |  |
|    | |                 |  |  |  |  |
| 6  | Колян уходит из салона сотовой связи и по приглашению Сергея Ивановича устраивается работать курьером в его фирме. Антоха и Вован ремонтируют машину важных людей из Березников. Валя пытается познакомиться с Эдиком с помощью «метода со страшной подругой». Колян спасает «угнанную» машину Сергея Ивановича и заваливает первый рабочий день. | 16 ноября 2010  |  |  |  |  |
|    | |                 |  |  |  |  |
| 7  | Подруга Леры Олеся в пьяной депрессии из-за того, что её парень подарил ей не тот BMW; она случайно запирает свою собачку в машине, и Колян помогает им выбить в машине стекло, но заваливает важное задание на работе. Участковый Ознобихин приходит к Наумовым домой в рамках борьбы с нелегальной иммиграцией и по ходу дела вскрывает квартиру с множеством нелегальных китайцев. А мама Коляна узнает о том, что у Армена есть жена и трое детей.                                                    | 17 ноября 2010  |  |  |  |  |
|    | |                 |  |  |  |  |
| 8  | Колян снова работает в салоне сотовой связи и продолжает попытки завязать отношения с Лерой. Машка просит Коляна подарить ей декоративную собачку, но он идёт на вечеринку в модный клуб по приглашению Леры, где узнаёт, что у Леры есть молодой человек, и в итоге решает жить с Машкой. | 18 ноября 2010  |  |  |  |  |
|    | |                 |  |  |  |  |
| 9  | Лера с сильным похмельем просыпается у Коляна дома. Она уходит к подругам, чтобы справиться с изменой бывшего парня. Машка приходит жить к Коляну, но тот прогоняет её. Колян и Лера договариваются сходить в кино, однако оба хорошенько напиваются и еле добираются до кинотеатра. | 22 ноября 2010  |  |  |  |  |
|    | |                 |  |  |  |  |
| 10 | Лера уехала в Лондон, чтобы развеяться, а Машка бросила Коляна. Колян, чтобы тоже развеяться, идёт с друзьями в стрип-клуб, где Антоха устраивает потасовку с чеченцами. Благодаря участковому Ознобихину выяснение отношений переносится на футбольное поле. Валя начинает встречаться с Эдиком. | 23 ноября 2010  |  |  |  |  |
|    | |                 |  |  |  |  |
| 11 | Колян вступается за свою бывшую девушку Машку и оказывается втянут в конфликт с её бывшим парнем, вернувшимся из армии. Эдик не может решиться бросить Валю. У Армена заболела грыжа и Марина пытается уладить болезнь с помощью народной медицины. Колян торгует за Армена на рынке и продает инвалиду один ботинок из пары. Антоха и Вован решили замутить бизнес с разведением бойцовских собак, но из-за нехватки стартового капитала покупают двух декоративных кроликов, которые оказываются геями. | 24 ноября 2010  |  |  |  |  |
|    | |                 |  |  |  |  |
| 12 | Машка и Колян снова встречаются, однако у них появляются проблемы в сексе. Валя и Эдик помогают Машке устроить романтическую обстановку в квартире. Вован, Колян и Машка идут на концерт группы «Мальчишник», где Вова пытается сфотографироваться с группой, а Колян — оживить страсть к Машке. Антоха попался участковому Ознобихину с пакетиком марихуаны и Базанов «под чутким руководством» участкового производит контрольную закупку у цыган.                                                      | 25 ноября 2010  |  |  |  |  |
|    | |                 |  |  |  |  |
| 13 | Колян встречает бывшую одноклассницу и узнаёт, что Лера ходит в больницу к их бывшей учительнице английского, после чего Колян сам идёт в эту больницу. В конце серии Лера с Колей первый раз целуются. Антоха присматривает за своим малолетним братом. Мама Коляна пытается, по совету подруги, вызвать ревность у Армена. | 29 ноября 2010  |  |  |  |  |
|    | |                 |  |  |  |  |
| 14 | Колян, его друг детства Ваня, Антоха, Вован и Эдик собираются на дачные шашлыки мужской компанией. Эдик не может признаться Вале, что она ему не нравится, и Валя с Машкой увязываются за Эдиком; Лера подвозит Коляна, а Вован приводит Иванчук. Под давлением компании Колян признаётся друзьям, что встречается с Лерой. Антоха подозревает, что Ваня — гей. | 30 ноября 2010  |  |  |  |  |
|    | |                 |  |  |  |  |
| 15 | Друзья Коляна и подруги Леры обсуждают, что у тех ещё не было секса. Пацаны предлагают Коляну покатать Леру на лимузине. Но Лерины подружки не хотят отпускать её одну в лимузин с тремя пацанами и в результате кататься едет большая компания, а потом Лера приглашает всех к себе. Машка делает тест на беременность и выясняет, что беременна, поэтому Колян принимает решение расстаться с Лерой. | 1 декабря 2010  |  |  |  |  |
|    | |                 |  |  |  |  |
| 16 | Машка не беременна. Колян пытается вернуться к Лере, но та уже встречается с богатым парнем Валерой. Машка, мстя бросившему её Коле, пытается встречаться с гинекологом. Базанов, проводя проверку в квартире Коляна, напивается и грубит участковому Ознобихину в присутствии начальства. В гости к Коляну приехал троюродный брат Димасик. | 2 декабря 2010  |  |  |  |  |
|    | |                 |  |  |  |  |
| 17 | Колян пытается объясниться с Лерой, но его кусает оса. Машка нашла парня, очень похожего на Коляна. Валя устраивается на работу продавцом хот-догов, но вылетает с работы в первый же день. | 6 декабря 2010  |  |  |  |  |
|    | |                 |  |  |  |  |
| 18 | Колян всё же сумел поговорить с Лерой и для этого ему пришлось найти способ попасть на благотворительный приём. Димасик проворачивает аферу с реализацией итальянских похоронных костюмов. Антоха и Вован повышают популярность своего автосервиса, сняв дорожные люки. | 7 декабря 2010  |  |  |  |  |
|    | |                 |  |  |  |  |
| 19 | Лера и Колян пытаются найти подходящее место для первого секса. Участковый Ознобихин проводит операцию — рейд по проституткам. Базанов покупает подарок для высокого начальства и проводит свидание с Иванчук. Валя устраивается на работу, используя резюме, сделанное Эдиком. | 8 декабря 2010  |  |  |  |  |
|    | |                 |  |  |  |  |
| 20 | Колян дарит Лере брошку, купленную Димасиком. Ознобихин борется с «мафией» Наумовых. Машка, Валя и Эдик загорают на крыше; Эдик участвует в драке. | 9 декабря 2010  |  |  |  |  |
|    | |                 |  |  |  |  |
| 21 | Валя и Эдик устраивают в садике развратное представление. Колян остаётся дома у Леры, но её папа приходит раньше времени. Антоха и Вован в костюмах Человека-паука и Бэтмена помогают Вале, а потом спешат на помощь к Коляну. | 13 декабря 2010 |  |  |  |  |
|    | |                 |  |  |  |  |
| 22 | Лера ведёт Коляна на день рождения к друзьям. Колян, чтобы оправдать себя, пытается работать в трёх местах одновременно. Антоха и Вован открывают ночной шиномонтаж. | 14 декабря 2010 |  |  |  |  |
|    | |                 |  |  |  |  |
| 23 | Машка придумала изящную комбинацию, чтобы голой оказаться вместе с Коляном в квартире у Леры. Вована приняли за скинхеда (за надпись «Кох еврей»). Настя Иванчук решила выйти замуж за Базанова и обещает перестать работать проституткой. | 15 декабря 2010 |  |  |  |  |
|    | |                 |  |  |  |  |
| 24 | Антоха и Вован собирают пустые бюллетени, чтобы сделать «вброс» на выборах, а затем организуют Лере и Коляну романтический вечер на крыше. | 16 декабря 2010 |  |  |  |  |
|    | |                 |  |  |  |  |
| 25 | Сергей Иванович нанимает Коляна и его друзей, чтобы те устроили розыгрыш для его американского партнёра — напали на него во дворе. Но Вован нечаянно стреляет в него из пневматического пистолета. Узнав об этом, Сергей Иванович разыгрывает уже ребят, заставляя их хоронить труп в ковре и пластиковом пакете. | 20 декабря 2010 |  |  |  |  |
|    | |                 |  |  |  |  |
| 26 | Лера пытается пристроить Коляна на работу к своим знакомым, но в итоге его увольняют отовсюду. Эдик принимает решение ограбить ЗАГС. | 21 декабря 2010 |  |  |  |  |
|    | |                 |  |  |  |  |
| 27 | Сергей Иванович планирует «отмыть» деньги через фирму Коляна и Димасика и он переводит фирме деньги, которые Колян должен обналичить. Димасик отправляет Коляна за шифером в деревенский колхоз, а сам снимает деньги со счёта. | 22 декабря 2010 |  |  |  |  |
|    | |                 |  |  |  |  |
| 28 | Колян с друзьями ищут Димасика и находят его на даче у Машки. В итоге Димасик попался и ребята возвращают деньги Сергею Ивановичу. Эдик и Машка понимают, что нравятся друг другу. | 23 декабря 2010 |  |  |  |  |
|    | |                 |  |  |  |  |
| 29 | Сергей Иванович запрещает Лере встречаться с Коляном, но она его не слушает и уходит из дома. Эдик пытается найти способ сказать Вале, что ему нравится Машка. Антоха и Вован скованы наручниками из секс-шопа. | 27 декабря 2010 |  |  |  |  |
|    | |                 |  |  |  |  |
| 30 | Мама Коляна учит Леру вести хозяйство. Лера предлагает Коляну снять квартиру. Эдик и Базанов устраивают мальчишник перед свадьбами, на мальчишник вызывают проститутку и по вызову приезжает Настя, но ей удаётся спрятаться от Базанова. | 28 декабря 2010 |  |  |  |  |
|    | |                 |  |  |  |  |
| 31 | Эдик готовится к свадьбе: сначала просит Антоху и Вована сломать ему руку, но в конце концов принимает белую таблетку, оставшуюся с Казантипа, и едет на свадьбу. Мама Базанова узнаёт, что Настя работает проституткой и не приходит на свадьбу. | 29 декабря 2010 |  |  |  |  |
|    | |                 |  |  |  |  |
| 32 | Свадьба грозит разочарованием. Эдик и Базанов бросают жён у алтаря. А Колян потеряет Леру во второй раз. | 30 декабря 2010 |  |  |  |  |
|    | |                 |  |  |  |  |

### 1 сезон, блок 2
Пока Колян пытается вернуть Леру, у его друзей происходит любовный квадрат: хотя Валя замужем за Эдиком, она начинает изменять ему с коллегой по автосалону Олегом, а сам Эдик изменяет Вале с Машкой.
Отец Коляна выходит на свободу и приезжает домой в начале сезона. В середине сезона появляется приехавшая из Испании мать Леры. В конце сезона Колян женится на Лере.
В последней серии Коляна ждёт суд за угон автомобиля, которого он не совершал, и виноваты в этом его друзья Антоха и Вован. В последней сцене вновь появляется девушка из проекта «Реальные пацаны» и сообщает о том, что до решения суда съёмки сериала придётся приостановить.
| 33 (1)  | Колян просыпается без трусов в постели у Машки и обнаруживает, что Лера ушла из его дома. Базанов, с целью мести Иванчук, заказывает проститутку — Настину подругу Ленку. Вован с Антохой просыпаются голые вдвоём на одном диване. Освежить смутные воспоминания о прошедшей свадьбе может только сохранившаяся видеозапись, причём пропасть в отношениях между Лерой и Николаем ещё больше делается. | 9 марта 2011  |  |  |  |  |
|         | |               |  |  |  |  |
| 34 (2)  | Чтобы не думать о Лере, Колян решил уйти с головой в работу, но его планы ломает недавно вышедший из тюрьмы друг Бояра, из-за которого Коляна увольняют за плохое обращение с клиентами. Антоха и Вован пьют «на спор» ящик безалкогольного пива. Эдик вселяется в квартиру к Валиным родителям и вскоре выводит их из себя с помощью своих выходок. Армен дарит Марине цепочку на юбилей знакомства, та подбирает ответный подарок. | 10 марта 2011 |  |  |  |  |
|         | |               |  |  |  |  |
| 35 (3)  | Лера находится в депрессии, её подруги подговаривают своих мужчин поехать и «разобраться» с Коляном, в результате ссорятся и мирятся все, кроме Коли и Леры. Антоха и Вован за деньги вводят в реалити-шоу молчаливого рыжего парня, маячащего «в кадре». Эдик, который поселился с Валей у Маши, собирается в командировку и вместо него приходит вороватый временный работник. | 14 марта 2011 |  |  |  |  |
|         | |               |  |  |  |  |
| 36 (4)  | Из тюрьмы вышел отец Коляна, теперь он серьёзный бизнесмен в дорогом костюме и с дорогими часами. В это же время у участкового появляется потерпевший — немец, у которого украли дорогой костюм и часы. Антоха и Вован пытаются получить деньги по медицинской страховке. Машка избавляется от валиного борща, а Валя — от машкиного арбуза. | 15 марта 2011 |  |  |  |  |
|         | |               |  |  |  |  |
| 37 (5)  | Колян придумал, как вернуть Леру: он говорит её подругам, что уезжает во Владивосток, считая, что они скажут об этом Лере, но его план не работает. Валя поставила фингал Эдику, и он хочет из-за этого развестись. Родные и друзья провожают Коляна во Владивосток. Сюжет серии полностью перекликается с сюжетом фильма режиссёра Николая Досталя «Облако-рай» | 16 марта 2011 |  |  |  |  |
|         | |               |  |  |  |  |
| 38 (6)  | Колян, узнав, что Лера его по-прежнему любит, пытается с ней встретиться, но его планы ломают Антоха и Вован, случайно закрывшиеся в автохолодильнике с рыбой. У отца Коли день рождения, и он приводит домой клофелинщицу. Валя устроилась на работу в автосалон, её некомпетентность разоблачает менеджер Олег, а она разоблачает воровство Олега. | 17 марта 2011 |  |  |  |  |
|         | |               |  |  |  |  |
| 39 (7)  | Лера — в Испании, Коля — в депрессии. Он знакомится с психологом Надей, которая показывает ему, как пользоваться скайпом, и Колян начинает общаться с Лерой. Взамен он отвозит Надину машину в автосервис к Вовану и Антохе. Эдик приходит к Вале на работу и получает от её коллеги Олега характеристику «лошара». Валя переспала с Олегом. Вован ломает бампер Надиной машины, и пацаны получают проблем от афганца «дяди Лёши». | 21 марта 2011 |  |  |  |  |
|         | |               |  |  |  |  |
| 40 (8)  | Разговаривая по скайпу с Лерой, Колян предложил обменяться фотографиями, на которых Колян во Владивостоке. Одна из Надиных подруг умеет пользоваться «Фотошопом», но её недавно бросил парень и ей не до Коляна. Вован и Антоха помогают Коляну успокоить девушку. Машка пытается намекнуть Эдику на измену жены. | 22 марта 2011 |  |  |  |  |
|         | |               |  |  |  |  |
| 41 (9)  | Подруга Леры Олеся засекла Коляна в Перми, и он пытается её нейтрализовать, чтобы та не разболтала Лере. Антоха и Вован сливают с машин клиентов бензин, чтобы потом продать его тем же клиентам. К Армену приехал племянник, торгующий похоронными венками, и Колин папа пытается их выгодно продать. Валя, сказав, что идёт к больной тёте, сбегает к любовнику, а в это время Эдик устраивает романтическое свидание с Машкой. | 23 марта 2011 |  |  |  |  |
|         | |               |  |  |  |  |
| 42 (10) | Лера узнала об обмане Коляна и больше не хочет видеть ни его, ни даже оператора. Колян оказывается в глубокой депрессии. Алкогольный метод Антохи и Вована не помогает, только психотренинг у Нади с участием пытавшихся закончить жизнь суицидом людей может что-либо изменить. Эдик окончательно решает развестись с Валей, но она бросает его первой и он узнаёт об её изменах. По требованию Марины отец Коли и Армен разгружают фуру с картошкой. | 24 марта 2011 |  |  |  |  |
|         | |               |  |  |  |  |
| 43 (11) | Колян устраивается работать в гостиницу и там происходит его знакомство с Ларисой Обориной — матерью Леры. Эдик решает вернуть Валю, чтобы бросить её первым из мести, для чего устраивает двойное свидание с Валей и её любовником, на которое берет девушку-коллегу. Колян узнаёт, что Лера беременна. | 28 марта 2011 |  |  |  |  |
|         | |               |  |  |  |  |
| 44 (12) | Мама Леры помогает Коляну устроить встречу с дочерью. Чтобы пробраться мимо консьержки в дом Леры, Колян переодевается электриком, танцует стриптиз перед 3 девушками и выбивает пробки в электрощитке. Антоха и Вован, взявшиеся перетащить диван начальника, застревают в лифте, причём вместе с двумя рабочими. А в другом лифте также застревает отец Леры Сергей Иванович. | 29 марта 2011 |  |  |  |  |
|         | |               |  |  |  |  |
| 45 (13) | Лариса устраивает Коляну свидание с Лерой, но он вместо этого решил помочь маленькому мальчику, заблудившемуся в Перми, и даже обратился к Базанову, Антохе и Вовану за помощью. Армен и Саша влипли в историю с ковром Марины, который сожгли районные подростки, и Саша пытается «забрать такой же» ковер у подруги Марины, Наташки. В итоге Лера соглашается простить Коляна. | 30 марта 2011 |  |  |  |  |
|         | |               |  |  |  |  |
| 46 (14) | Сегодня наступает футбольная дилемма: помирившаяся с Коляном Лера предлагает любимому сходить в театр, а Вован и Антоха зовут его на футбол. Иваныч, также помирившийся с бывшей женой, тоже хочет на футбол, но Лариса тянет его в театр. Армен и Саша тоже большие фанаты футбола, но Марина требует им уйти на вечер из дома, потому что собрала у себя всех сотрудниц. | 31 марта 2011 |  |  |  |  |
|         | |               |  |  |  |  |
| 47 (15) | Лера простила Коляна. Теперь Коля решил сделать Лере предложение, причём в кругу родственников. А родственники, собравшись вместе на нейтральной территории, ведут себя как скорпионы в банке. Машка признается Вале в том, что Эдик ей тоже изменяет. | 4 апреля 2011 |  |  |  |  |
|         | |               |  |  |  |  |
| 48 (16) | Коля и Лера ходят на занятия в «Центр планирования семьи». Там пропадает музыкальный центр, и все улики ведут к Наумову — его подозревает бывший одноклассник, работник Центра. Но у Коляна алиби — в это время он случайно помогал принять роды. Антоха купил брату рюкзак для лагеря, но тот заболел, и вместо Толяна едет Вован. При этом Антоха также оказывается в лагере и пытается ухаживать за вожатой. | 5 апреля 2011 |  |  |  |  |
|         | |               |  |  |  |  |
| 49 (17) | У Коли и Леры свадьба. Машка не может снять с себя «примеренное» обручальное кольцо Леры; Вован, сняв кольцо, случайно глотает его. Ознобихин и его подчинённый Базанов задержали цыганку с золотыми кольцами, и Колян одалживает кольцо у них. Антоха, пытаясь отсрочить момент свадьбы, спаивает регистраторшу ЗАГСа. В итоге Колян всё же женится на Обориной — младшей. | 6 апреля 2011 |  |  |  |  |
|         | |               |  |  |  |  |
| 50 (18) | Колян прячет подарок Лере на День святого Валентина и случайно обнаруживает ответный (как ему кажется) подарок Леры — мужские духи. Он нечаянно разбивает флакон и покупает вместо него дешёвую подделку, которую затем Иваныч получает от жены. Ознобихин и Базанов готовятся к театрализованному представлению в костюмах Ангела и Дьявола. Вован случайно опрокидывает движок на дорогой автомобиль и с Антохой заметает следы, инсценировав угон, но забывает в разбитой машине свой телефон, зарегистрированный на Коляна. В итоге Коляна задерживают по делу об угоне автомашины и помещают под стражу, съёмки временно приостановлены. | 7 апреля 2011 |  |  |  |  |
|         | |               |  |  |  |  |

### 2 сезон, блок 1
Друзья Коляна признаются, что это они угнали и повредили машину, после чего превращаются в подсудимых, а позднее в условно осуждённых. Они мирятся с Коляном и начинают жить в его будущей квартире, где должны сделать ремонт, и попутно попадают в разные нелепые ситуации.
Колян начинает работать на Иваныча (тестя), у которого появляется серьёзный конкурент, создающий проблемы с бизнесом и с которым Колян «воюет» весь сезон. Эдик в свою очередь начинает работать с Коляном, чтобы заплатить на старой работе долг в 50 000 рублей.
Как побочная линия сюжета проходят попытки помощника участкового Базанова восстановить отношения с бывшей женой. Ещё одна побочная линия — попытки Вали (теперь уже бывшей жены Эдика) забеременеть.
Конец сезона — у Коляна и Леры рождается сын. Антоха и Вован успевают сделать ремонт. У Иваныча налаживается бизнес. Эдик выплачивает долг и втайне от Машки начинает помогать Вале с беременностью. Базанов ссорится с Иванчук, увольняется из полиции и уходит в армию.
| 51 (1)  | Вован и Антоха во всём сознались, суд вынес им условный срок. Пацаны уволены из автосервиса и остались без крыши над головой. Недавно переименованные в полицейских Ознобихин и Базанов весь день пытаются ликвидировать мышь в своём отделе. Эдик и Машка не могут признаться вышедшей из психбольницы Вале (теперь уже бывшей жене Эдика), что уже два месяца живут вместе. Иваныч подарил Лере с Коляном новую квартиру, после конфликта с немцами-рабочими Колян увольняет их и нанимает для ремонта Антоху и Вована, тем самым простив их за «подставу» с разбитым автомобилем. | 7 ноября 2011  |  |  |  |  |
|         | |                |  |  |  |  |
| 52 (2)  | Валя решает, по совету психиатра, работать с детьми и стать воспитательницей в детском саду. На медосмотре она узнаёт, что у неё остался год, чтобы забеременеть, и пытается переспать с парнем из техподдержки. Эдик помогает Коляну перевести сантехнику для новой квартиры, в результате лишается работы и остаётся должен 50 000 рублей. Иванчук не может получить у влюблённого в неё Базанова развод. | 8 ноября 2011  |  |  |  |  |
|         | |                |  |  |  |  |
| 53 (3)  | Сергей Иванович ради счастья дочери решил взять Николая к себе, а заодно сразу сделать его начальником. Теперь у Коляна целых три подчинённых: Антоха, Вован и Эдик. Сергей Иванович поручает Коляну и Эдику первое ответственное задание — отвезти лесорубам зарплату, однако они его проваливают. | 9 ноября 2011  |  |  |  |  |
|         | |                |  |  |  |  |
| 54 (4)  | Колян уговаривает Сергея Ивановича провести ему обзорную экскурсию по «лихим 90-м». Оборин соглашается и берёт зятя на «стрелку» с молодым наглым фраером из Москвы. В магазине между Коляном и одним посетителем из-за детской коляски происходит ссора. «Стрелка» с участием старых друзей Оборина заканчивается взрывом машины Иваныча. | 10 ноября 2011 |  |  |  |  |
|         | |                |  |  |  |  |
| 55 (5)  | У Сергея Ивановича проблемы с дерзким москвичом, и Колян прячет Леру в надёжном месте — у себя дома. Лера подозревает, что у Коляна синдром Кувад. Базанов просит у Иванчук прощального секса перед разводом, а для отвлечения мамы просит Игоря Сергеевича сходить с мамой в кино. Вован находит в соседней квартире странную компанию и среди неё девушку, которая хочет заняться с ним тантрическим сексом, хотя Антоха утверждает, что это секта. | 14 ноября 2011 |  |  |  |  |
|         | |                |  |  |  |  |
| 56 (6)  | Иваныч прячется от полиции у Наумовых. Колян с пацанами решают подкинуть зарвавшемуся москвичу в машину наркотики и сдать его полиции. Лера пытается доказать, что беременная — такой же обычный человек, как и все остальные. Воспитательница детского сада Валя вступает в конфликт с коллегой. За выпивкой Марина и Оборин играют в лото. | 15 ноября 2011 |  |  |  |  |
|         | |                |  |  |  |  |
| 57 (7)  | Колян получает очередное ответственное задание от Иваныча — забрать из офиса важную тетрадку. Для подстраховки Колян берёт с собой Эдика, а для массовки — Вована и Антоху. Базанов уходит ночью из дома, чтобы поговорить с Иванчук, вызвав у мамы большое беспокойство. Машка обеспокоена ночным отсутствием Эдика и является к нему на работу в лучшем нижнем белье. | 16 ноября 2011 |  |  |  |  |
|         | |                |  |  |  |  |
| 58 (8)  | Колян, Эдик и Иваныч встречаются в неформальной обстановке (в бане) с единственным человеком, способным решить все вопросы с москвичом — прокурором. Антоха и Вован продолжают делать ремонт в квартире втайне от Леры, но лоб в лоб сталкиваются с ней. Валя выбирает отца своего будущего ребёнка из отцов детей в детском саду. Колян и Эдик находят способного помочь пострадавшему от белки прокурору врача-ветеринара | 17 ноября 2011 |  |  |  |  |
|         | |                |  |  |  |  |
| 59 (9)  | Иваныч оказывается в тюрьме, и Коля пытается скрыть это от Леры. Лера узнала правду о том, что ремонт в их квартире делают Вован и Антоха, но Коля продолжает упираться и не признаёт давно известный факт. Антоха и Вован затеяли сомнительный бизнес по выращиванию в шкафу травки. Базанов сбежал из дома и с работы, и мама с Игорем Сергеевичем пытаются вернуть его. | 21 ноября 2011 |  |  |  |  |
|         | |                |  |  |  |  |
| 60 (10) | Чтобы заработать хоть какие-то деньги, Колян и Эдик решают заделаться бомбилами. Лера встречается со своей подругой Викой, у которой серьёзные проблемы в личной жизни — она разошлась со своим парнем Андрюшей. Оборина выпустили из тюрьмы под домашний арест под присмотр Базанова и Ознобихина. В итоге Оборин и Базанов спасают кассиршу в магазине от разбойного нападения. | 22 ноября 2011 |  |  |  |  |
|         | |                |  |  |  |  |
| 61 (11) | Колян и Эдик пытаются заработать деньги частным извозом и подвозят дедушку, от которого хочет избавиться толстый внук. Вован и Антоха сдают ремонтируемую квартиру за 500 рублей в час и их первыми клиентами оказываются геи. Валя везёт детей на экскурсию и встречает своего бывшего парня Картошку. Геи угощают пацанов ресторанными блюдами. | 23 ноября 2011 |  |  |  |  |
|         | |                |  |  |  |  |
| 62 (12) | Сергей Иваныч пытается найти компромат на москвича. Колян и компания пытаются помочь тестю, изготовив компромат с помощью Вики, которая, как оказалось, стала новой подругой москвича. Машка идёт за Эдиком в ночной клуб, где в качестве охранника работает Фитиль. Там же в клубе Валя знакомится с богатым бизнесменом и спорит с ним «на секс», кто кого перепьёт. Начало серии перекликается с сюжетом в начале фильма режиссёра Квентина Тарантино «Бешеные псы». | 24 ноября 2011 |  |  |  |  |
|         | |                |  |  |  |  |
| 63 (13) | Колян получает от Сергея Ивановича по морде за самодеятельность. Чтобы подумать о жизни, он отправляется на набережную города, где случайно становится участником разборки между выпускниками школы. Антоха и Вован идут на оплаченный митинг, где сам Вован неожиданно становится главным оратором. Базанов получает добро на сожительство с Настей от мамы, но обнаруживает, что Иванчук живёт с другим мужчиной. Участковый подсказывает Коляну идею для решения проблемы Оборина.                                                                                                | 28 ноября 2011 |  |  |  |  |
|         | |                |  |  |  |  |
| 64 (14) | У Оборина созрел коварный план, который должен помешать москвичу захватить бизнес. Для плана требуется подпись депутата, увлекающегося профессиональным боксом, и Колян вынужден участвовать в боксёрском поединке. Антоха и Вован уезжают на шашлыки. | 29 ноября 2011 |  |  |  |  |
|         | |                |  |  |  |  |
| 65 (15) | Иваныч решил устроить грандиозную аферу, одной из ключевых фигур которой является сама певица и актриса Анна Семенович. Антоха лежит в больнице после операции на аппендиците и завидует тому, что Вован решился один замутить со звездой. Олеся вернулась из Тибета и пытается помешать Семенович «отбивать наших парней». | 30 ноября 2011 |  |  |  |  |
|         | |                |  |  |  |  |
| 66 (16) | Семенович не помогла, и Сергей Иванович готовит новый коварный план. Он приглашает в Пермь братьев Запашных с тигром. | 1 декабря 2011 |  |  |  |  |
|         | |                |  |  |  |  |
| 67 (17) | Иваныч одержал победу над москвичом! Колян решил расслабиться по этому поводу и отдохнуть с пацанами. Но никто не ожидал, что эта простая пацанская вечеринка приведёт к таким печальным последствиям. Сюжет серии перекликается с сюжетом фильма «Мальчишник в Вегасе». | 5 декабря 2011 |  |  |  |  |
|         | |                |  |  |  |  |
| 68 (18) | Неожиданно из монастыря возвращается Колин папа, и в квартире мамы Коляна пропадают телевизор и ковёр. Коля с друзьями решают разобраться в этом. | 6 декабря 2011 |  |  |  |  |
|         | |                |  |  |  |  |
| 69 (19) | Квартира ещё не отремонтирована, и Иваныч решает поехать и разобраться со строителями. Валя в полной депрессии из-за отсутствия нормального мужика. Парень Иванчук узнаёт от частного детектива Базанова, что Настя изменяет ему с помощником участкового Базановым. Друзья и родственники Коляна помогают ему завершить ремонт. | 7 декабря 2011 |  |  |  |  |
|         | |                |  |  |  |  |
| 70 (20) | У Леры схватки, семья приезжает в роддом. Коля ссорится с обидчивым врачом-акушером. Эдик и Машка отмечают полгода совместной жизни в гостинице, одновременно Эдик пытается сделать ребёнка Вале, но безуспешно. Иванчук с Ленкой напиваются и захватывают в плен очередного Ленкиного клиента. | 8 декабря 2011 |  |  |  |  |
|         | |                |  |  |  |  |

### 2 сезон, блок 2
Колян, Вован и Антоха пытаются управлять подаренным им Иванычем кафе «Кумир» и постоянно попадают в истории. Базанов «демобилизовался» из армии и становится охранником в их кафе (но вскоре восстанавливается на службу в полиции), а Машка — официанткой.
Армен и мама Коляна вступают в официальный брак. Валя безуспешно пытается забеременеть с помощью «вероятно бесплодного» Эдика, но беременной от него оказывается Машка.
Колян мечется в поисках своего места в жизни, пытаясь перестать жить на иждивении богатого тестя: устраивается работать кабельщиком, пытается поступить в университет. В последней серии Колян получает письмо о зачислении в московский вуз, но Оборины противятся его отъезду в Москву. Заканчивается сезон кадрами с Красной площади.
| 71 (1)  | Пришла зима, Колиному сыну Мише уже 5 месяцев. Иваныч посылает Коляна прибраться в продаваемом кафе «Кумир», куда скоро придёт покупатель. Коля проваливает задание из-за стрелки, причиной которой стал Бояра, но, как ни странно, получает от Иваныча это кафе. Эдик по-прежнему живёт с Машкой и уже устал от неудачных попыток «сделать ребёнка» Вале. | 27 августа 2012  |  |  |  |  |
|         | |                  |  |  |  |  |
| 72 (2)  | Кафе «Кумир» обокрали. Следствие ведут участковый Ознобихин и его новая помощница Катерина, которая пришла на службу вместо Базанова. Базанов пытается освоиться в роли школьного учителя, а Машка пытается справиться с ревизией на работе и с сыном начальницы. | 28 августа 2012  |  |  |  |  |
|         | |                  |  |  |  |  |
| 73 (3)  | Сразу же после открытия пацанам приходит предложение об аренде кафе для мероприятия сектантов. Вован забирает все деньги из сейфа, чтобы купить сертификат у сектантов «на землю в последнем ковчеге». Теперь перед пацанами стоит 2 задачи: вернуть деньги любой ценой и втащить Вове. Армен уезжает к семье на родину; Марина, решив, что он её бросил, ищет себе другого мужика. К Эдику приезжают родители и он ищет лучший момент для того, чтобы познакомить их с Машкой. | 29 августа 2012  |  |  |  |  |
|         | |                  |  |  |  |  |
| 74 (4)  | В кафе отключили свет за долги предыдущего хозяина заведения. Чтобы не срывать корпоратив на 30 человек, пацаны едут за дизельным генератором в воинскую часть, где попадают в армию. Базанов с Машкой и Валей гадают в кафе. | 30 августа 2012  |  |  |  |  |
|         | |                  |  |  |  |  |
| 75 (5)  | Колян и Лера ищут няню для ребёнка. Иваныч с его бывшей решают вновь пожениться и он отправляет Коляна выгнать из его квартиры бывшую любовницу Виолу. Антоха и Вован находят документы, билет в Чехию и $ 300 одной девушки. Они решают взять $ 300 как «премию», но вскоре выясняется, что эти деньги девушка собирала для лекарства бабушке, но Антоха и Вован тем временем уже купили на них Sony PSP. Они решают собрать деньги и вернуть их.                              | 3 сентября 2012  |  |  |  |  |
|         | |                  |  |  |  |  |
| 76 (6)  | Колян по поручению Ознобихина читает старшеклассникам лекцию о необходимости вести честный образ жизни, попутно делясь схемами незаконного обогащения. Вечером Лера с Коляном идут к Олесе на день рождения, оставляя сына Мишу с Антохой и Вованом. | 4 сентября 2012  |  |  |  |  |
|         | |                  |  |  |  |  |
| 77 (7)  | В районе, где расположено кафе «Кумир», участились нападения на женщин с целью грабежа. Подозрения падают на Антоху. Друзья пытаются доказать его невиновность, а также найти настоящего грабителя. Эдику нечем заплатить за квартиру, Валя предлагает ему деньги за секс. Машка узнаёт, что она беременна. | 10 сентября 2012 |  |  |  |  |
|         | |                  |  |  |  |  |
| 78 (8)  | Колян, помогая новому соседу Боре, надорвал спину, тот знакомит его с массажисткой с оригинальными методами массажа и приглашает на вечеринку по случаю новоселья. Лера готовит романтический вечер для Коляна и попутно также получает приглашение на вечеринку Бори. Антоха и Вован принимают оплату за бизнес-ланч лотерейными билетами и выигрывают плазменный телевизор. Возникает спор, кому он должен принадлежать.                                                      | 5 сентября 2012  |  |  |  |  |
|         | |                  |  |  |  |  |
| 79 (9)  | В результате досадного недоразумения представитель органов опеки приняла семью Наумовых-Обориных за неблагополучную. Дабы доказать обратное, они приняли предложение участкового принять участие в конкурсе «Папа, мама, я — дружная семья». | 6 сентября 2012  |  |  |  |  |
|         | |                  |  |  |  |  |
| 80 (10) | Колян заимствует у Иваныча забытые часы за 200 000, которые Антоха берёт без спроса и благополучно забывает в квартире очередной своей пассии из-за пришедшего мужа. Вован отправляется за новогодней ёлкой в лес, где заблудился. | 11 сентября 2012 |  |  |  |  |
|         | |                  |  |  |  |  |
| 81 (11) | Ознобихин, проводя антинаркотический рейд, застал пацанов за курением кальяна и потребовал сдать мочу на анализ. Лера с Викой затеяли бизнес, и им понадобилась помощь Эдика. | 12 сентября 2012 |  |  |  |  |
|         | |                  |  |  |  |  |
| 82 (12) | Эдик с Машей ищут новую квартиру. Колян повёл сына в школу раннего развития и, естественно, не смог не накосячить; в результате погиб ни в чём не повинный хомячок. А Колина мама отведала корейской кухни. | 13 сентября 2012 |  |  |  |  |
|         | |                  |  |  |  |  |
| 83 (13) | У Коляна большие проблемы — Иваныч узнал от подруг Леры, что Колян поднял руку на Леру. Маша пытается намекнуть Эдику, что беременна, но всё получается иначе. Катерину повышают, и Базанов пытается вернуться на своё бывшее место. | 17 сентября 2012 |  |  |  |  |
|         | |                  |  |  |  |  |
| 84 (14) | Колян уходит в запой и приводит домой бомжа. Антоха и Вован пытаются помочь пьяному человеку доехать домой. Катерина пытается соблазнить Ознобихина. | 18 сентября 2012 |  |  |  |  |
|         | |                  |  |  |  |  |
| 85 (15) | Колян решает начать жизнь с нуля: отдаёт ключи от машины и кафе Иванычу и записывается на курсы менеджмента. Вован с Антохой ищут стриптизёрш для заказанного мальчишника. | 19 сентября 2012 |  |  |  |  |
|         | |                  |  |  |  |  |
| 86 (16) | Колян начинает работать кабельщиком и попутно решает поступить в вуз. Ленка помогает Коляну достать ответы ко вступительному тесту. Сергей Иванович пытается вернуть зятя в семью, незаметно для того устроив его на непыльную работу, но Вован подменяет Коляна на работе, и неожиданно получает приглашение на работу в нефтяной отрасли. | 20 сентября 2012 |  |  |  |  |
|         | |                  |  |  |  |  |
| 87 (17) | Скоро свадьба Армена и мамы Коляна, но накануне торжества выясняется, что банкетный зал отдан другим. Эдик решает вернуться к Машке и убедиться в наличии ребёнка. Колян встречается с Лерой в особняке Иваныча. | 24 сентября 2012 |  |  |  |  |
|         | |                  |  |  |  |  |
| 88 (18) | Оборины едут отдыхать за границу вместе с тёщей Иваныча. Эдик берёт кредит на имя Коляна и хочет покончить жизнь самоубийством. Машка выгоняет его из квартиры. Иваныч тянет время, чтобы не лететь с тёщей на курорт. | 25 сентября 2012 |  |  |  |  |
|         | |                  |  |  |  |  |
| 89 (19) | На Новый год Колян решил сделать Мише подарок — он придёт в костюме Деда Мороза. Но сперва надо пойти на утренник вместе с Валей. А к Вовану приезжает двоюродная сестра, в которую влюбляется Антоха. | 26 сентября 2012 |  |  |  |  |
|         | |                  |  |  |  |  |
| 90 (20) | На день рождения Иваныча Колян с Лерой дарят пневматический автомат и, естественно, без косяков не обошлось. Колян получает письмо с приглашением в вуз. Иваныч против того, чтобы зять ехал учиться в Москву, и ставит условие, чтобы он выиграл у него в пейнтбол. | 27 сентября 2012 |  |  |  |  |
|         | |                  |  |  |  |  |

### 3 «Московский» сезон, блок 1
Колян и Лера переезжают в Москву, а сына Мишу оставляют Сергею Иванычу; вскоре в Москве объявляются Антоха, Вован, Армен, мама Коляна, Машка, Эдик и Валя, туда же для повышения квалификации приезжают Ознобихин и Базанов.
Колян ввязывается в «истории», работая продавцом-консультантом в магазине электроники «Техномощь», Лера с подругой открывают свадебный салон, Антоха и Вован работают автомеханиками, чтобы починить машину «Скорая помощь», на которой они планировали заниматься грузоперевозками в Перми, а Эдик с беременной Машкой и Валей живут в чужом доме.
Финал сезона — Лера и Колян сильно ссорятся, и Колян в порыве отчаяния целует признавшуюся ему в любви начальницу; Эдика за проживание в чужом доме забирает полиция, но он успевает (с помощью соседа Виктора Рыбина) вывезти спящую Валю из дома; Машка накануне этого уезжает в роддом.
| 91 (1)   | Коляну выпал шанс изменить судьбу: он приехал в Москву поступать в академию. Но даже в мегаполисе Антоха и Вован нашли его и в результате серии нелепых историй он и на собеседование опоздал, и Лере с её подругой Аней планы на ближайшее будущее сломал. | 8 апреля 2013  |  |  |  |  |
|          | |                |  |  |  |  |
| 92 (2)   | Колян и Лера решили остаться в Москве, так как Лера с подругой затеяли совместный бизнес. Тем временем Колян с пацанами отправились покупать машину, а поможет им в этом… Ленин. | 8 апреля 2013  |  |  |  |  |
|          | |                |  |  |  |  |
| 93 (3)   | Колян устроился на работу продавцом-консультантом в магазине техники «Техномощь». Антоха с Вованом поехали было в Пермь, но поняли, что в столице извоз не в пример выгоднее. После должностных перестановок в отделе Ознобихин и Базанов направлены в Москву на повышение квалификации. | 9 апреля 2013  |  |  |  |  |
|          | |                |  |  |  |  |
| 94 (4)   | Антоха с Вованом отправились знакомиться с москвичками. Колян случайно встретил Димасика и пригласил к себе посидеть-помириться, но, видимо, горбатого могила исправит. В Москве также нашли друг друга ставший успешным стилистом Эдик и Машка, парню пришлось выхлопотать беременной подруге место в больничной палате. | 10 апреля 2013 |  |  |  |  |
|          | |                |  |  |  |  |
| 95 (5)   | Дабы внушить грузчикам уважение, Колян с сотрудниками вынуждены участвовать в «мужских играх». Поскольку машина Антохи с Вованом заглохла, пацаны отправились искать автосервис, а нашли не только его, но и работу. | 11 апреля 2013 |  |  |  |  |
|          | |                |  |  |  |  |
| 96 (6)   | Ознобихин требует с Коляна справку с места работы, но чтобы её получить, придётся разобраться с сожителем своей начальницы Иры. Тем временем сам Игорь Сергеевич на пару с Базановым решают проблемы ярославского детского хора. А Лера с Аней пытаются договориться о названии их свадебного салона. | 15 апреля 2013 |  |  |  |  |
|          | |                |  |  |  |  |
| 97 (7)   | Пацаны начали вспоминать, а потом и обзванивать своих первых девушек: так Колян узнал, что его бывшая находится в подмосковной тюрьме. Эдик нашёл для себя и Маши весьма приличное жильё, и не успели они «въехать», как нагрянули знакомиться соседи: Виктор Рыбин с женой. | 16 апреля 2013 |  |  |  |  |
|          | |                |  |  |  |  |
| 98 (8)   | Вот и вечер пятницы. Для укрепления командного духа персонал «Техномощи» собираются идти в сауну. Сам же Колян уже настроился попить с земляками пивка. Но есть и компромиссный вариант — пацаны с пивом тоже приглашены. Лере предстоит встреча с модным модельером, но она простыла, поэтому приняла Анин «аспирин», и её «понесло». Аня, впрочем, тоже себя вела не лучшим образом и, выпив вина, устроила скандал.                                                    | 17 апреля 2013 |  |  |  |  |
|          | |                |  |  |  |  |
| 99 (9)   | Коляну предстоит тест на детекторе лжи, а поскольку ему есть что скрывать, перед процедурой он принял коктейль «Дикий» по рецепту своего коллеги Алика. Приехавшую к Маше Валю соседи (Виктор Рыбин и его жена) приняли за домработницу, для конспирации Эдик легенду поддержал, тем более на ней можно и подзаработать. | 18 апреля 2013 |  |  |  |  |
|          | |                |  |  |  |  |
| 100 (10) | В поисках отца Коляна в Москву приезжают Марина с Арменом на сеанс к столичному экстрасенсу. Пацаны сразу разглядели в нём мошенника и взялись его разоблачить, но и колдун не прост: что не скажет — всё в точку. Может, у него действительно дар? | 22 апреля 2013 |  |  |  |  |
|          | |                |  |  |  |  |
| 101 (11) | Армен и мама Коляна собрались за покупками в ГУМ, ведь многое там изменилось со времён СССР — и дизайн, и цены… Коляну приходят анонимные СМС-ки: кто-то настаивает на встрече тет-а-тет. | 23 апреля 2013 |  |  |  |  |
|          | |                |  |  |  |  |
| 102 (12) | Лера с утра оказывается не в настроении, и чтобы лишний раз её не раздражать, Колян отправляется с пацанами на пляж. Эдик находит в подвале бутылку коллекционного вина и решает разжиться на её продаже. | 24 апреля 2013 |  |  |  |  |
|          | |                |  |  |  |  |
| 103 (13) | Колян и Лера отмечают трёхлетие знакомства. На Коляна на работе, как всегда, тут же обрушились проблемы. Тем временем Лера занялась заботами знакомого Вадика. Антоха с Вованом в поисках денег отправились на извоз, а нашли Эдика. | 25 апреля 2013 |  |  |  |  |
|          | |                |  |  |  |  |
| 104 (14) | Пацаны организовали на Рублёвке пикник с шашлыками, собралась едва ли не вся Пермь, а также Рыбин с Сенчуковой. Попутно Эдик хочет сделать предложение Машке, Вован — прояснить свои неясные отношения с Валей. Лере же пришлось ехать в свадебный салон и на пару с Вадиком решать вопрос аренды. | 29 апреля 2013 |  |  |  |  |
|          | |                |  |  |  |  |
| 105 (15) | Леру заинтересовали отношения Коляна с его начальницей, он пригласил жену в магазин, но именно сегодня Ира принарядилась. Ознобихин обнаружил в Москве Вована и Антоху и нагрянул в автосервис. Но нет худа без добра: благодаря этому Машку вовремя доставили в роддом. | 30 апреля 2013 |  |  |  |  |
|          | |                |  |  |  |  |
| 106 (16) | Желая наладить пошатнувшиеся отношения, Колян решил дать Лере выспаться и сделать за неё всю работу: встретить своего тестя Иваныча и подготовить салон к открытию. При этом ему приходится метаться между салоном и «Техномощью», а закончилось всё огромными «косяками» Коляна там и там: в результате — очередной ссорой с Лерой. Неожиданно вернулась хозяйка особняка, и Эдик, спасая Валю, не успел скрыться. Ира признаётся в симпатии к своему подчинённому Коле. | 30 апреля 2013 |  |  |  |  |
|          | |                |  |  |  |  |

### 3 «Московский» сезон, блок 2
Лера и Колян решают развестись. В ЗАГСе им дают месяц на принятие окончательного решения. У Коляна новый начальник — Владислав, а также новые-старые соседи и сослуживцы — Антоха и Вован.
Ознобихин ломает ногу и попутно заводит роман с состоятельной москвичкой Светланой. В его отсутствие Базанов пытается бороться с преступностью самостоятельно.
Эдик ждёт приговора суда. Маша и Валя пытаются прожить в Москве вместе с маленькой Айгюль.
Центральная сюжетная линия сезона — попытки Коляна вместе с коллегами занять место начальника, поскольку Влада собираются повысить до директора.
Также несколько серий посвящено попыткам Вована начать встречаться с Валей.
В последней серии сезона Колян и Лера принимают решение о разводе. Место начальника Коляна остаётся за Владом. Антоха и Вован, обвинённые во вскрытии банкомата, уходят от правосудия и подаются в бега. Ознобихин, выписываясь из больницы, расстаётся со Светланой и вместе с Базановым возвращается в Пермь. Эдика выпускают из-под стражи, приговаривая к 240 часам исправительных работ. Сезон заканчивается кадрами Коляна и Ознобихина в Перми.
| 107 (1)  | Лера и Колян берут паузу в отношениях на месяц, и Колян живёт в автосервисе; попытка вернуться к Лере заканчивается тяжёлой ссорой и решением подать на развод. Вован падает в канализационный люк и знакомится с загадочным бомжом. | 30 сентября 2013 |  |  |  |  |
|          | |                  |  |  |  |  |
| 108 (2)  | Коляну и Лере дали месяц на размышление о разводе; он пытается изменить жене с девушкой из кредитного отдела. Ознобихин случайно знакомится с состоятельной москвичкой Светланой и в результате оказывается в больнице. Вован делает предложение Вале, но та ему отказывает. Антон задолжал мафии из подпольного казино, и они разносят автосервис — Антоха и Вован лишаются жилья и работы. | 1 октября 2013   |  |  |  |  |
|          | |                  |  |  |  |  |
| 109 (3)  | У Коли на работе новый начальник Владислав, и вечером один из продавцов будет уволен. Вован и Антоха ищут работу, помогают коллеге Коляна продать ноутбук, и в результате становятся грузчиками в магазине. Машка посещает Эдика в тюрьме и помогает начальнику тюрьмы с грудным молоком. | 2 октября 2013   |  |  |  |  |
|          | |                  |  |  |  |  |
| 110 (4)  | Пацаны пробуют нищенствовать в переходе. К Лере приезжает пьяная Вика, которой изменил парень, и кладёт глаз на бывшего парня Леры Вадика. | 3 октября 2013   |  |  |  |  |
|          | |                  |  |  |  |  |
| 111 (5)  | Пацаны, зарегистрировавшись на сайте знакомств, в тот же день знакомятся с тремя москвичками, которые подозрительно быстро соглашаются приехать на вечеринку в их квартиру. Базанов помогает московской полиции ловить барабашку, а находит подпольный цех. | 7 октября 2013   |  |  |  |  |
|          | |                  |  |  |  |  |
| 112 (6)  | Вован и Антоха пытаются подзаработать, портя и списывая магазинный товар. Вале и Маше не хватает денег, им подворачивается возможность бесплатно получить коляску для Айгюль, но для этого надо притвориться семейной лесбийской парой. | 8 октября 2013   |  |  |  |  |
|          | |                  |  |  |  |  |
| 113 (7)  | Спасая распадающийся брак, в Москву приезжает Сергей Иваныч с внуком; Колян с Лерой и Мишей идут на фотосессию. Иваныч наводит порядок в магазине Коляна методами «лихих 90-х». | 9 октября 2013   |  |  |  |  |
|          | |                  |  |  |  |  |
| 114 (8)  | Колян проводит выходной с Мишей; пришедшие к ним в гости Вован с Антохой устраивают потоп. Ознобихин неожиданно узнаёт, что его новая знакомая Светлана не та, за кого себя выдаёт. | 10 октября 2013  |  |  |  |  |
|          | |                  |  |  |  |  |
| 115 (9)  | Пацаны, чтобы заработать денег, участвуют в боях без правил среди менеджеров. Валя и Маша меняются обязанностями. | 14 октября 2013  |  |  |  |  |
|          | |                  |  |  |  |  |
| 116 (10) | Колян соревнуется с другими продавцами за место старшего менеджера. Базанов разоблачает банду скупщиков краденого. | 15 октября 2013  |  |  |  |  |
|          | |                  |  |  |  |  |
| 117 (11) | Колян, борясь за повышение, заводит интрижку со зрелой женщиной. Базанов улаживает конфликт в цирковой семье. | 16 октября 2013  |  |  |  |  |
|          | |                  |  |  |  |  |
| 118 (12) | Колян и Антоха помогают Вовану завоевать сердце Вали. Лера объясняется с родителями по поводу развода. | 17 октября 2013  |  |  |  |  |
|          | |                  |  |  |  |  |
| 119 (13) | Колян встречает одноклассника, которого некогда макал головой в унитаз, теперь же ставшего главой исследовательской лаборатории с личным «Гелендвагеном» и, к тому же, положившего глаз на Леру. Базанову предстоит сделать выбор между честью мундира и здоровьем мамы. | 21 октября 2013  |  |  |  |  |
|          | |                  |  |  |  |  |
| 120 (14) | Колян впервые в жизни идёт в театр. Через Москву проездом в Турцию едут мама Коляна и Армен. | 22 октября 2013  |  |  |  |  |
|          | |                  |  |  |  |  |
| 121 (15) | Владислав, не дождавшись повышения, устраивает в магазине пьяный дебош. Ознобихин выписывается из больницы, и Светлана предлагает ему остаться с ней в Москве. | 23 октября 2013  |  |  |  |  |
|          | |                  |  |  |  |  |
| 122 (16) | Сексуальные меньшинства устраивают пикет в защиту Эдика. Лера и Колян сомневаются в необходимости развода, принять решение им помогает неумение Вована пользоваться банкоматом. Колян возвращается в Пермь. Эдика выпускают из тюрьмы. | 24 октября 2013  |  |  |  |  |
|          | |                  |  |  |  |  |

### 4 сезон, блок 1
Все герои вернулись в Пермь. Колян встречается с новой девушкой из местного колледжа Наташей, но его всё ещё тянет к бывшей жене Лере. Антоха и Вован создали свой бизнес — автомойку. А у Базанова новая любовь — соседка по дому, молодая неформалка Марго. Эдик пытается содержать семью, работая распространителем товаров. Вован с Валей хотят пожениться и пытаются получить согласие родителей. Ещё одна сюжетная линия сезона — попытки Коляна удержать бывшую жену Леру с сыном Мишей от отъезда в Испанию.
Заканчиваются серии монологом сидящей в комнате Коляна Леры о том, что Обориным пришлось распродать свой бизнес и вновь осесть в Перми, на заднем плане присутствует беременная Наташа, за кадром слышны звуки Нового года.
| 123 (1)  | Герои сериала вернулись в город Пермь. Колян пытается начать жить заново с новой девушкой Наташей. Его мать обнаруживает, что снова беременна. Эдик с Машей спорят, как назвать дочь. Антоха с Вованом открыли совместный бизнес — автомойку, и тут же сталкиваются с первым испытанием в виде похитителя шланга.                                                            | 1 сентября 2014  |  |  |  |  |
|          | |                  |  |  |  |  |
| 124 (2)  | Не успел Колян представить Наташу родителям, как у него появился соперник в лице кавказца Маги. Вован решил сделать предложение Вале и даже подарил ей кольцо своей матери, но его родители против. | 2 сентября 2014  |  |  |  |  |
|          | |                  |  |  |  |  |
| 125 (3)  | Желая растормошить Коляна, Наташа на открытии автомойки на спор удачно помыла первую машину. Пытаясь помочь Вове, Николай чуть не оказался задержан Ознобихиным из-за люка. К Наумовым зашёл Иваныч, помог Армену отыграться в нарды, а Коляну предложил вспомнить о бывшей семье.                                                                                           | 3 сентября 2014  |  |  |  |  |
|          | |                  |  |  |  |  |
| 126 (4)  | Торопясь на встречу с Лерой, Колян вновь впутался в полукриминальную историю и вынужден был вместе с Антохой по требованию Ознобихина принять участие в кроссе. Вован с Валей твёрдо решили связать свои судьбы, несмотря на семейные тайны родителей. | 4 сентября 2014  |  |  |  |  |
|          | |                  |  |  |  |  |
| 127 (5)  | Ознобихин привлёк подопечных к «реставрационным работам» на детской площадке, а те, по недосмотру Базанова, разрисовали соседний подъезд. Колян недоволен женским воспитанием сына и полдня играл с ним в «пацанские» игры. | 8 сентября 2014  |  |  |  |  |
|          | |                  |  |  |  |  |
| 128 (6)  | Колян, на радость матери, собрался на свидание с Лерой. И всё бы прошло отлично, но опять вмешались Антон с Вованом, раздобывшие блохастый диван. Эдик пытается внедрить окружающим новую бизнес-схему. | 9 сентября 2014  |  |  |  |  |
|          | |                  |  |  |  |  |
| 129 (7)  | Колян собрался извиниться перед Лерой за испорченный вечер, но из-за Наташи пошёл на «День рождения» Эдика. Тот решил поддержать легенду для большего успеха своей презентации. Валя с Вованом спорят, кого позвать свидетелем на свадьбу. У Базанова защемило шею, что помогло ему познакомиться с новыми соседями.                                                         | 10 сентября 2014 |  |  |  |  |
|          | |                  |  |  |  |  |
| 130 (8)  | Лера не захотела принять Коляна обратно и тот в сердцах сделал предложение руки и сердца Наташе, теперь надо как-то взять свои слова обратно. К Марине приехала свекровь и привезла «успокаивающюю» прялку, не хватает лишь шерсти. Вован временно ослеп, но он не может пропустить костюмированную вечеринку. Туда же отправились Лера с Викой и матерью, а позже и Иваныч. | 11 сентября 2014 |  |  |  |  |
|          | |                  |  |  |  |  |
| 131 (9)  | Колян с пацанами повёз бабушку в деревню, где ему пришлось расплачиваться по долгам отца. Ознобихин ловит торговцев, продающих несовершеннолетним алкоголь. К операции была привлечена соседка Базанова Марго, весьма удивлённая его реальной профессией, ведь до этого он ей представился спасателем.                                                                       | 15 сентября 2014 |  |  |  |  |
|          | |                  |  |  |  |  |
| 132 (10) | Колян устраивается на почту, где обнаружил два письма от отца Антона. Перепоручив работу Эдику, он понёс конверты адресату и застал его с Наташей. Лера ищет бывшего мужа, чтобы подписать бумаги на выезд сына за границу. Вован с Валей учатся танцам. | 16 сентября 2014 |  |  |  |  |
|          | |                  |  |  |  |  |
| 133 (11) | Испугавшись разлуки с сыном, Колян «объявил войну» Лере. Для «ведения боёв» нужен юрист, а для его найма нужны деньги, которых нет ни у Коляна, ни у Антохи с Вованом, купившим аппарат для мойки, ни у Эдика, получившего первую прибыль. | 17 сентября 2014 |  |  |  |  |
|          | |                  |  |  |  |  |
| 134 (12) | Пока Лера готовится к поездке в Испанию, Колян взялся последний раз понянчиться с Мишей. С Антохой расплатились фальшивой банкнотой, а Вован потребовал у невесты и напарника уважения к себе. Марго явилась к Базанову с синяком на лице, и он в новой форме пошёл поговорить с её отцом.                                                                                   | 18 сентября 2014 |  |  |  |  |
|          | |                  |  |  |  |  |
| 135 (13) | Колян тайком увёз сына к бабушке, на их поиски Иваныч отрядил пацанов. По дороге Антоха «одолжил» колёса со служебной машины Базанова, чтобы перегнать из деревни свою. Ночью в хату пришёл отец Коляна. Во время поисков лекарств для заболевшего Миши Наумовых приняли за беглых зэков.                                                                                    | 22 сентября 2014 |  |  |  |  |
|          | |                  |  |  |  |  |
| 136 (14) | Сбежавшие из колонии зэки захватили дом Наумовых. Батя ради награды решил их обезвредить, боящийся за Мишу Колян мешает ему. Помощь им пришла неожиданно в лице приведённых пацанами Ознобихина с Иванычем и жизненного опыта бабушки. | 23 сентября 2014 |  |  |  |  |
|          | |                  |  |  |  |  |
| 137 (15) | Антоха с Вованом затеяли на мойке мальчишник, организовав сауну и алкоголь. В это время Эдик отдувается на девичнике Вали и Машки. Базанов по примеру Марго сделал себе пирсинг. Наташа сообщила Коляну и Антохе о беременности — кто же отец? В конце концов вышеперечисленные сошлись на мойке, и мальчишник вышел бурным — с дракой и кровью.                             | 24 сентября 2014 |  |  |  |  |
|          | |                  |  |  |  |  |
| 138 (16) | Свадьба под стать мальчишнику — у Вована перед женитьбой встали сразу две проблемы: найти сбежавшую невесту и скрыть свежий шрам на голове, полученный под горячую руку от рассерженного отца Наташи, Коляну же надо найти приют для своей бывшей подруги. Чтобы сэкономить на своей свадьбе, Эдик с Машкой решили отгулять её на торжестве Вали и Вована.                   | 25 сентября 2014 |  |  |  |  |
|          | |                  |  |  |  |  |
| 139 (17) | У Иваныча намечается крупный тендер и на радостях он запил, поэтому Колян временно стал хозяином его машины. Пацанам это как нельзя кстати: крутое авто очень пригодится, чтобы показать обнаглевшему молодняку, кто на районе хозяин. Тем временем Базанов тоже устроил разборки на рок-фестивале, защищая честь Марго.                                                     | 29 сентября 2014 |  |  |  |  |
|          | |                  |  |  |  |  |
| 140 (18) | Во время посещения Наташи в больнице у Коляна из сумки пропали нерозданные пенсии. Антоха в надежде на получение квартиры помогает пенсионерке, но выяснив, что «наследство» ему не светит, решил вернуть затраты похищением её любимого кота. | 30 сентября 2014 |  |  |  |  |
|          | |                  |  |  |  |  |
| 141 (19) | Ознобихин под прикрытием почтальона Наумова разносит повестки в армию, и хотя Колян предупредил весь район, Эдик всё равно попался. Теперь надо придумать способ спасти друга. Антоха решил продать свою машину — например Базанову, только бы найти его пропавшие сбережения.                                                                                               | 1 октября 2014   |  |  |  |  |
|          | |                  |  |  |  |  |
| 142 (20) | Беременную Наташу выписали из больницы и ей снова надо найти жильё. Колян хотел было подселить её к Машке взамен уходящего в армию Эдика, но из-за сменившейся ситуации забрал к себе. Всё это заставило его отказаться от предложения Леры поехать в Москву начать всё сначала. Финал серии — несколько месяцев спустя бизнес Иваныча рухнул и Оборины вернулись в Пермь.   | 2 октября 2014   |  |  |  |  |
|          | |                  |  |  |  |  |

### 4 сезон, блок 2
Колян опять оказывается стороной в любовном треугольнике — между Наташей и Лерой. Иваныч пытается удержать бизнес, но на почве треволнений он теряет память, поэтому на Коляна с Лерой ложатся проблемы сразу двух семей: своей собственной и Лериных родителей. У Наташи рождается ребёнок от Антохи. В любовном треугольнике оказался и Базанов — он разрывается между Настей и Марго, не зная кого выбрать. Вован и Валя вернулись из медового месяца. У Марины с Арменом родилась дочка Варя.
Заканчивается сезон тем, что Сергея Иваныча сажают в колонию-поселение на 2 года.
| 143 (1)  | Колян согласился съездить с Антохой в деревню за мотоциклом, но по пути они повздорили с местными пацанами. Тем временем у Наташи и матери Коляна начались схватки и заботиться о них пришлось Лере. Иваныч старается вернуть тендер, но новый руководитель администрации Виктор Сергеевич предлагает соблюдать закон. | 13 апреля 2015 |  |  |  |  |
|          | |                |  |  |  |  |
| 144 (2)  | Колян рискнул прогуляться одновременно с Лерой и Наташей — ничего хорошего из этого не вышло. Приехавший отец Коляна подбил Армена отметить рождение дочки. У Базанова серьёзные планы насчёт Марго, но сперва надо развестись с Настей, попытка связаться с ней через Интернет посредством сайта для взрослых оставила его в неловкое положение перед новой пассией.                                                                                            | 14 апреля 2015 |  |  |  |  |
|          | |                |  |  |  |  |
| 145 (3)  | Колян не выспался и не заметил, как у него угнали служебный велосипед с почтой. Пропажу быстро нашли, но, чтоб не стать героем новостей, он предложил репортёрам сюжет про публичный дом в сауне, не зная, что туда нагрянули Ознобихин с Базановым, которые прямиком попали на день рождения к проститутке Ленке. Приехавший с курорта Вован вспомнает, откуда у Вали синяк под глазом, ответ пришёл из YouTube.                                                | 15 апреля 2015 |  |  |  |  |
|          | |                |  |  |  |  |
| 146 (4)  | ДНК-тест показал, что Наташа родила от Антохи. Но наутро папаша исчез и весьма вероятно, что к этому причастен отец Наташи. Базанов согласился забрать у сутенёра Лены её паспорт, но ради этого он объявил девушку погибшей. | 16 апреля 2015 |  |  |  |  |
|          | |                |  |  |  |  |
| 147 (5)  | От переживаний Иваныч потерял память. Фотоархив Обориных был случайно уничтожен Коляном (фото сами были разорваны в клочья соседской собакой), но на помощь пришёл Вован с его умением собирать пазлы. Антоха морально созрел для женитьбы, но Наташа не готова иметь такого мужа. | 20 апреля 2015 |  |  |  |  |
|          | |                |  |  |  |  |
| 148 (6)  | Настя передумала разводиться и начала бороться за любовь мужа, Базанов же запутался, кто ему дороже — она или Марго. Оборины под руководством Коляна начали экономить, ведь денег у них не хватает даже на оплату лечения Иваныча. | 21 апреля 2015 |  |  |  |  |
|          | |                |  |  |  |  |
| 149 (7)  | В Перми ограблен DJ Smash и подозрение пало на Антоху с Вованом. Желая выручить друзей, Колян на пару с Лерой отправился на поиски грабителей. Сына на время операции они оставили у Маши, к которой прибыл на побывку Эдик. Пока те отвлеклись, Миша «проглотил» гильзу. | 22 апреля 2015 |  |  |  |  |
|          | |                |  |  |  |  |
| 150 (8)  | Коляну почти удалось продать «Гелик» Иваныча знакомому внезапно разбогатевшему председателю колхоза, но в последний момент сделка сорвалась. И всё же нет худа без добра: благодаря машине Колян нашёл денежную работу. Валя с Вованом нянчатся с детдомовцем, но пацан от них сбежал. | 23 апреля 2015 |  |  |  |  |
|          | |                |  |  |  |  |
| 151 (9)  | Ушедшему с почты Коляну на прощание досталась путёвка в профилакторий, которую он уступил выписанному из больницы Иванычу, но буйный нрав тестя не позволил ему сполна насладиться отдыхом. Вован находит за гаражами бочку и задумывает торговать квасом, однако он был вынужден использовать её в ассенизаторских целях. | 27 апреля 2015 |  |  |  |  |
|          | |                |  |  |  |  |
| 152 (10) | Колян и Машка встали перед проблемой устройства своих детей в детсад, а вакантное место лишь одно. Настя узнала о наличии соперницы в лице Марго и использует свои чары и профессиональные навыки для возвращения Базанова. | 28 апреля 2015 |  |  |  |  |
|          | |                |  |  |  |  |
| 153 (11) | Обориным надо срочно найти деньги для оплаты коммунальных счетов, поэтому Лера не без помощи Вики согласилась подработать фотомоделью, а Колян затеял продажу солдатской каши на Дне рождения Дзержинского района. На торжестве новобрачным дарят 100 000 рублей и Антоха решил не упускать свой шанс. | 29 апреля 2015 |  |  |  |  |
|          | |                |  |  |  |  |
| 154 (12) | Пацаны собрались на дачу окучить картошку, а после отдохнуть на шашлычках. Пока Антоха с Вованом суетятся на участке, у Коляна с Лерой возникло желание, но у них не оказалось презервативов, а в этой глуши их нелегко найти. Мать Коляна отправилась на юбилей родной столовой, где она обвинила начальство в неуважении к старейшим работникам заведения. После бани голый Вован застревает в бочке и Антон вынужден обратиться за помощью к местным мужикам. | 30 апреля 2015 |  |  |  |  |
|          | |                |  |  |  |  |
| 155 (13) | У Коляна отобрали водительские права и поэтому на работе за него отдувается Лера. Сам Наумов в это время ищет способы вернуть документы, начиная от автоюриста и заканчивая мелкокриминальными услугами детдомовца, которого взял ранее под своё покровительство Вован вместе с женой. | 5 мая 2015     |  |  |  |  |
|          | |                |  |  |  |  |
| 156 (14) | Вика заболевает и благодаря этому у Коляна с Лерой появился шанс отдохнуть на халяву по принципу «всё включено», но вместо этого пришлось присутствовать на похоронах дедушки-соседа. Антоха и Вован ссорятся и решают вести бизнес порознь. | 6 мая 2015     |  |  |  |  |
|          | |                |  |  |  |  |
| 157 (15) | Лере нужно срочно придумать романтичный сюрприз на годовщину первого поцелуя с Колей, за идеями она обратилась к подруге Вике и друзьям Коли. А Колян решает проблемы дочки босса и спасает её от своего братца Димасика. | 7 мая 2015     |  |  |  |  |
|          | |                |  |  |  |  |
| 158 (16) | Колян взялся охранять дом Обориных и при первом же обходе обезвредил подозрительного субъекта. Им оказался сам хозяин, который, оказывается, всё помнит и по ночам ходит к юристу. Поскольку его перемещения были замечены не только Коляном, пришлось Иванычу назваться лунатиком. | 12 мая 2015    |  |  |  |  |
|          | |                |  |  |  |  |
| 159 (17) | Армен, который вместе с Мариной приехал в гости к Обориным, и Колян (независимо друг от друга) встретили своих давних товарищей и расписали им свою нынешнюю неплохую жизнь, подтолкнув тех на собственные свершения. Базанов сделал свой выбор в пользу Иванчук, но решение оказалось неверным и он чуть не лишился дома (мать выгнала из квартиры) и любви (Марго 2 раза сломала нос).                                                                         | 13 мая 2015    |  |  |  |  |
|          | |                |  |  |  |  |
| 160 (18) | Разоблачённый семьёй Иваныч, будучи на квартире у своего помощника, напился и, взяв ружьё, куда-то ушёл — и это в то время, когда Колян нашёл ему нужные связи. Наташа согласилась помочь Антохе с Вованом разобраться со счетами из налоговой, но взамен потребовала организовать для неё с подругами выпускной. | 14 мая 2015    |  |  |  |  |
|          | |                |  |  |  |  |
| 161 (19) | По совету босса Коляна Иваныч в знак примирения устроил главе администрации грибную охоту, но тот решил добить просителя и потребовал подарить ему свой завод. Ну что же, Оборин знает, как ставить молодую борзоту на место. Антон ради секса согласен на всё, даже съездить к родителям жены за овощами. | 15 мая 2015    |  |  |  |  |
|          | |                |  |  |  |  |
| 162 (20) | Виктор Сергеевич не стерпел публичного унижения и отправил Иваныча в колонию-поселение. На свидании Оборин передал Коляну наводку на спрятанное золото. Пацанам оно весьма кстати: Антохе надо кормить семью, а Вовану не хватает средств для положительного решения по усыновлению. Вот только такие записки следует читать внимательней. | 15 мая 2015    |  |  |  |  |
|          | |                |  |  |  |  |

### 5 сезон, блок 1 «Помни о своих корнях»
У Коляна закончился условный срок и в связи с этим канал ТНТ прекращает съёмки шоу о нём, но по привычке он продолжает снимать себя сам. Иваныч дал Коляну задание участвовать в выборах депутата городской думы и под руководством опытной пиарщицы он медленно, но верно идёт к цели. Лера устроилась журналистом и, узнав о своих коми-пермяцких корнях, занялась освещением этой древней и богатой культуры. Базанов заводит связь с заключённой Лизой, чем весьма недовольна его мама.
Заканчивается сезон тем, что Колян выигрывает выборы и становится депутатом, а также делает Лере предложение. Валя и Вован наконец-то перестают ссориться. Машка бросает Эдика, а тот вступает в «контру» с её новым парнем Фитилём.
| 163 (1)  | Колян с пацанами отмечает окончание своего условного срока. Жизнь налаживается, но он узнаёт, что Сергей Иванович вышел на день из тюрьмы и ищет его. Наумов — младший знакомится с бомжом и даже оказывается за решёткой у Ознобихина и его коллеги, но люди Оборина всё равно пленяют его.                                                                | 16 мая 2016 |  |  |  |  |
|          | |             |  |  |  |  |
| 164 (2)  | Иваныч сделал выводы из своего положения и решил идти во власть. Вернее, туда пойдёт Колян, а помогать ему будет опытная белокурая пиарщица Олеся Геннадьевна. Лера работает журналистом и узнаёт о своих коми-пермяцких корнях. Эдику срочно нужны деньги, поэтому работница столовой Машка соглашается на предложение бывшего парня Фитиля.               | 16 мая 2016 |  |  |  |  |
|          | |             |  |  |  |  |
| 165 (3)  | Коляну велено купить презентабельный костюм, причём на свои средства. Лера едет в деревню знакомиться с родней своей мамы и становится инициатором примирения её со своей семьёй. Колян покупает схожий с итальянским костюм при помощи лысого продавца нетрадиционной ориентации на рынке.                                                                 | 17 мая 2016 |  |  |  |  |
|          | |             |  |  |  |  |
| 166 (4)  | Олеся Геннадьевна отправляет Коляна в школу забрать аттестат зрелости. Ознобихин вместе с Базановым играет в «КВН» в женской колонии, однако там же заключённая по имени Елизавета совершает акт сексуального насилия по отношению к самому Базанову. В школе, пока Антоха развлекается с учительницей, Колян пытается совершить кражу своего же аттестата. | 18 мая 2016 |  |  |  |  |
|          | |             |  |  |  |  |
| 167 (5)  | Колян придумывает звучный предвыборный слоган, а попутно с пацанами чинит унитаз потенциальной избирательнице. Лера с мамой работают на дому и теряют раритетную серёжку. Машка отмечает день рождения с Фитилём и Валей, а Эдик тем временем отбивает свой окорок у собак.                                                                                 | 19 мая 2016 |  |  |  |  |
|          | |             |  |  |  |  |
| 168 (6)  | Запланированный Олесей Геннадьевной субботник по договорённости с Ознобихиным заменён на поиски и поимку наркоторговца. Мать Коляна расстроилась было по поводу своей увядшей внешности, но, пообщавшись с более успешными ровесницами, поняла, что её жизнь не так плоха, как казалось.                                                                    | 23 мая 2016 |  |  |  |  |
|          | |             |  |  |  |  |
| 169 (7)  | Коляну необходимо погасить сексуальное напряжение, а тут ещё и зуб разболелся. Эдик демобилизовался и решил гульнуть перед возвращением домой. Наутро он отправился мириться с ушедшей из дому Машей. | 24 мая 2016 |  |  |  |  |
|          | |             |  |  |  |  |
| 170 (8)  | Базанов приютил на ночь «коллегу», принёсшую ему с зоны весточку от Лизы. Кандидат Наумов ищет деньги для выкупа видео со своего выпускного, тянущего на компромат. | 25 мая 2016 |  |  |  |  |
|          | |             |  |  |  |  |
| 171 (9)  | В Перми началась борьба с нелегальными рекламными щитами. Автоматически под удар попали и размещённые на них предвыборные билборды кандидата Наумова. | 26 мая 2016 |  |  |  |  |
|          | |             |  |  |  |  |
| 172 (10) | Колян устраивает представление для детей, в качестве актёров приглашены Антоха, Вован, Лера и Ознобихин. А в конце — угощение! Ну, почти… После интрижки с работодательницей Эдик оказался заперт на рабочем месте. | 30 мая 2016 |  |  |  |  |
|          | |             |  |  |  |  |
| 173 (11) | Вечером Коляна принимают в ряды уральского казачества, но сперва он присутствует на свадьбе, где невольно похищает шашку казака донского. Мать Базанова узнаёт о переписке сына с заключённой Лизой и потребовала пресечь с ней всякую связь, что проблематично, так как та беременна от коллеги Ознобихина.                                                | 31 мая 2016 |  |  |  |  |
|          | |             |  |  |  |  |
| 174 (12) | Эдик борется за возвращение Машки, ныне живущей со своим новым парнем — Фитилём. Согласно предварительным рейтингам, Колян лидирует с большим отрывом и по этому поводу был устроен корпоратив. | 1 июня 2016 |  |  |  |  |
|          | |             |  |  |  |  |
| 175 (13) | Выяснилось, что пиар-кампания Наумова была лишь прикрытием для предвыборной гонки другого ставленника Иваныча — некоего Евсеева. Теперь он требует от Коляна снять свою кандидатуру, но он решил идти до конца. Антоха с Вованом «забили стрелу» конкурентам, но никто за них «вписываться» не захотел.                                                     | 2 июня 2016 |  |  |  |  |
|          | |             |  |  |  |  |
| 176 (14) | У Антохи с Вованом сгорела автомойка и они подали заявление на подозреваемого ими Иваныча, разгневанного строптивостью Коляна, благо тот ничего не отрицает, а заодно из мести заслали ему на зону гейский журнал, но экспертиза показала бытовую причину пожара. Наумов с Олесей Геннадьевной сделали заявление для прессы о запугивании кандидата.        | 6 июня 2016 |  |  |  |  |
|          | |             |  |  |  |  |
| 177 (15) | Перед самыми выборами Иваныч сделал выгодное предложение Олесе Геннадьевне и та бросила Наумова на произвол судьбы, тем самым предав его. Антон познакомился с дочкой Евсеева и взялся добыть компромат на её отца. В результате Колян остался ни с чем и на дебатах применил нестандартный ход.                                                            | 7 июня 2016 |  |  |  |  |
|          | |             |  |  |  |  |
| 178 (16) | Друзья и знакомые Коляна собрались в его штабе, чтобы отпраздновать избрание и дать ему депутатские наказы. Там же пересеклись Эдик с Фитилём и Машкой, после разборки девушка окончательно бросила мужа и ушла к новому кавалеру. Колян выигрывает выборы и становится депутатом.                                                                          | 8 июня 2016 |  |  |  |  |
|          | |             |  |  |  |  |

### 5 сезон, блок 2 «Сам поднялся и пацана подниму!»
Депутату Наумову поручается перевоспитать нового героя шоу Игоря (Гарика) Соловьёва. Попутно подопечный борется за внимание «Линейки», новой преподавательницы МХК. Иваныч выходит из тюрьмы и конфликтует с Коляном из-за территории заброшенного порта. Базанов женится на Лизе, которая рожает от него сына.
Заканчивается сезон массовой дракой на церемонии закрытия шоу, после которой Лера получает год условно.
| 179 (1)  | Колян получает себе в подопечные нового героя шоу Гарика и сразу пытается заняться его перевоспитанием. Из тюрьмы выходит пьяный Иваныч, который хочет отлежаться у Антохи с Вованом в автосервисе. Лера с мамой готовят сюрприз для Оборина. | 13 марта 2017  |  |  |  |  |
|          | |                |  |  |  |  |
| 180 (2)  | Колян узнает, что Гарику грозит отчисление из ПТУ. Чтобы этого не случилось, он устраивает парня на практику к маме в столовую, а сам занимается своими бытовыми делами. Ознобихин и Базанов помогают дочке генерала снять курсовую о доблестной работе полиции, а Вован готовит деревянный сюрприз для Вали.                                                                                 | 13 марта 2017  |  |  |  |  |
|          | |                |  |  |  |  |
| 181 (3)  | Колян весь в проблемах: сын писается во сне, Гарик устраивает пожар в подъезде, Армен просит помочь родственнику, а Валя и Ознобихин втягивают его в конкурс за звание лучшего района. | 14 марта 2017  |  |  |  |  |
|          | |                |  |  |  |  |
| 182 (4)  | У Коляна с его коллегами-депутатами организовано выездное заседание на природе. Иваныч хочет, чтобы там Колян решил его кое-какие вопросы. У Вована и Вали юбилей и они готовят друг другу подарки. Гарик знакомится с новой и очень симпатичной преподавательницей Еленой. | 15 марта 2017  |  |  |  |  |
|          | |                |  |  |  |  |
| 183 (5)  | Колян помогает Гарику завоевать сердце Линейки своими старыми проверенными методами. Эдик находит дополнительный заработок — сдаёт в аренду вещи из магазина, в котором работает. | 16 марта 2017  |  |  |  |  |
|          | |                |  |  |  |  |
| 184 (6)  | В рамках конкурса «Лучший район» Колян решил очистить популярное в народе место отдыха от мусора. Базанов добился у давней знакомой Екатерины Альбертовны, ныне начальницы колонии, права погулять с Лизой денёк на воле. Гарик схитрил на сдаче экзамена и был отправлен на олимпиаду. | 20 марта 2017  |  |  |  |  |
|          | |                |  |  |  |  |
| 185 (7)  | Колян решил открыть свой бизнес и вступил в конфликт с успешной хозяйкой кафе. Лера хочет второго ребёнка и составила мужу «график половых актов». Марина наняла Гарика, чтобы он угнал у Армена машину и тем самым вернул его в семью. | 21 марта 2017  |  |  |  |  |
|          | |                |  |  |  |  |
| 186 (8)  | На день рождения Иваныча Колян с пацанами приготовили салют, но вместо этого взорвали заброшенный порт. Ознобихин старается нейтрализовать напившегося до «белочки» начальника и сохранить честь правоохранительных органов. | 22 марта 2017  |  |  |  |  |
|          | |                |  |  |  |  |
| 187 (9)  | Колян разработал план реновации порта, не зная, что Иваныч использует его, чтобы прибрать территорию в свои руки. Поссорившаяся с мужем Екатерина Альбертовна не даёт Базанову свидания с Лизой и он пытается уговорить того помириться с женой. | 23 марта 2017  |  |  |  |  |
|          | |                |  |  |  |  |
| 188 (10) | В знак протеста против захвата порта Колян объявил сидячую забастовку, к которой присоединилась и Лера, дома же бунтаря поддержала Лариса и Иванычу пришлось сдаться. Попутно в рамках «Дня ПТУшника» Наумов с Ознобихиным организуют кросс. Чтобы привлечь к участию Гарика, Линейка посулила ему в случае победы свидание.                                                                  | 27 марта 2017  |  |  |  |  |
|          | |                |  |  |  |  |
| 189 (11) | Лера и её мама сели на диету и обязали своих мужей поддержать их. Продержались Оборины недолго: к ним на время приезда нелюбимой свекрови переселилась Марина со своими деликатесами. Линейка сдержала обещание и теперь Гарику необходимо всё организовать на должном уровне. | 28 марта 2017  |  |  |  |  |
|          | |                |  |  |  |  |
| 190 (12) | Лера купила новые туфли, только нужно их разносить. После неудачного свидания Гарик пытается отвлечься с прошлыми подружками. Вован случайно обнаружил, что родители в своё время из роддома забирали не его, а какого-то Геннадия. | 29 марта 2017  |  |  |  |  |
|          | |                |  |  |  |  |
| 191 (13) | Ради блага района Колян председательствует в жюри конкурса красоты с заведомо известной победительницей. Это весьма тяжкая обязанность, учитывая, что участие в нём принимают Линейка и Лера, да и Антоха хлопочет за свою пассию. | 30 марта 2017  |  |  |  |  |
|          | |                |  |  |  |  |
| 192 (14) | Линейку уличили в краже казённого ноутбука и Гарик взял её вину на себя. Колян, подозревая Леру в связи с неким Вовой, идёт с ней на открытие нового магазина Вики. | 3 апреля 2017  |  |  |  |  |
|          | |                |  |  |  |  |
| 193 (15) | Колян с Лерой и Иваныч с Ларисой, не предупредив друг друга, поехали в спа-салон, оставив Мишу одного дома. За ребёнком приглядел забравшийся в надежде на поживу Гарик, а за ним самим незаметно следила собака Иваныча. Базанов «невербально» сделал Лизе предложение и в итоге был вынужден познакомить её с мамой.                                                                        | 4 апреля 2017  |  |  |  |  |
|          | |                |  |  |  |  |
| 194 (16) | У родителей Леры есть для неё с Колей новость, и у самой Леры тоже. Антоха узнал, что Наташа выходит замуж. Базанов женится на Лизе, но из-за начавшихся схваток пришлось совместить регистрацию с родами. | 5 апреля 2017  |  |  |  |  |
|          | |                |  |  |  |  |
| 195 (17) | Колян думал, что нанял Линейку няней, а на деле нашёл Лере платную подругу, а с Мишей сидят то он сам, то Гарик, то Иваныч. Антоха с Вованом открыли новый бизнес — «Баня на колёсах», но быстро «прогорели». | 6 апреля 2017  |  |  |  |  |
|          | |                |  |  |  |  |
| 196 (18) | Родители Леры улетают на ПМЖ в Испанию. Гарик, несмотря на близкое знакомство с преподом, проваливает экзамен по МХК и Линейка готовит его к пересдаче. | 10 апреля 2017 |  |  |  |  |
|          | |                |  |  |  |  |
| 197 (19) | Перед самым приездом комиссии конкурса на лучший район города бомжи, захватив коллектор, перекрывают горячую воду во всём районе и открывают сброс канализационных стоков в городскую реку. На переговорах с ними Колян узнал, что Иваныч начал строительство в захваченном порту, а его выставил виновным. Гарик с друзьями восстанавливают барельеф с девушкой, моделью приглашена Линейка. | 11 апреля 2017 |  |  |  |  |
|          | |                |  |  |  |  |
| 198 (20) | Колян и Лера собираются в Испанию, однако оказывается, что из-за долгов Колян невыездной. Организаторы съёмок «Реальных пацанов» проводят вечеринку, посвящённую окончанию съёмок, которая заканчивается массовой дракой, за участие в ней Лера получает условный срок. | 12 апреля 2017 |  |  |  |  |
|          | |                |  |  |  |  |

### 6 сезон «Очень важные пермяки»
После окончания съёмок сериал «Реальные пацаны» выходит на «ТНТ» и становится популярным в России, как и все его герои. В Пермь возвращается бывший пиар-менеджер Коляна Олеся Геннадьевна и предлагает героям участвовать в гастролях. Колян с друзьями соглашаются, и съёмки проекта возобновляются. Во время гастролей пацаны как обычно попадают в различные ситуации, из которых им приходится выпутываться. Эдик с Машкой потихоньку возобновляют свои былые отношения, в то время, как Антоха пытается подкатить к Олесе, но позже он сближается с Наташей. Лера готовится родить Коляну второго ребёнка. От Базанова сбегает вышедшая по УДО Лиза, оставив ему сына Льва. У Ознобихина и Базанова новая начальница: ею оказывается бывшая девушка Игоря Сергеевича, с которой он в конце сезона заводит отношения.
Заканчивается сезон тем, что сбежавшие из СИЗО пацаны спасают заключительный концерт, после которого их арестовывают. Иваныч неожиданно возвращается в Пермь.
| 199 (1)  | Колян и Лера отказываются продолжать съёмки сериала, на помощь к создателям сериала приходит вечно безденежный Эдик. Неожиданно вернувшаяся Олеся Геннадьевна предлагает пацанам выступать самостоятельно. | 12 марта 2018 |  |  |  |  |
|          | |               |  |  |  |  |
| 200 (2)  | Колян не в восторге от новой бизнес-идеи Леры. Прежде чем подписать контракт с Олесей Геннадьевной, Антоха и Вован решают составить райдер. | 12 марта 2018 |  |  |  |  |
|          | |               |  |  |  |  |
| 201 (3)  | Колян приютил на пару дней хомяков Эдика. Ознобихин доказывает новой начальнице свою профессиональную состоятельность и сдаёт переаттестацию. Забота Олеси Геннадьевны о работниках чуть не разрушила семью Вована. | 13 марта 2018 |  |  |  |  |
|          | |               |  |  |  |  |
| 202 (4)  | Колян с пацанами начали репетиции, на женские роли в выступлениях претендуют устроившаяся на работу в стилизованном под немецкое кафе ресторане Маша и беременная Лера. Гарик вместо собеседования в институт загулял на проводах друга в армию. | 14 марта 2018 |  |  |  |  |
|          | |               |  |  |  |  |
| 203 (5)  | В отсутствие выступлений пацаны решают поработать в обход Олеси Геннадьевны и в итоге попадают на девишник к матери Антона. Пока Линейка на даче, Гарик впустил в её квартиру своего друга Шакала с девушкой, но неожиданно приехал отец Линейки. Базанов привёз домой освободившуюся из тюрьмы Лизу, но вскоре она исчезла, оставив сына.                                                                                               | 15 марта 2018 |  |  |  |  |
|          | |               |  |  |  |  |
| 204 (6)  | Колян с матерью получили от бати приглашение на свадьбу. Вован выясняет, кто присылает подарки его жене. В кафе Базанов ловит на живца клофелинщицу и тут же проводит время в обществе одинокой женщины у себя дома. | 19 марта 2018 |  |  |  |  |
|          | |               |  |  |  |  |
| 205 (7)  | Гастроли только начались, а отправившиеся в Новосибирск «звёзды» уже страдают от внимания поклонников. Из-за потуг Антохи в отношении начальницы сперва пацаны, а потом и Олеся Геннадьевна отстают от поезда. Машка и Эдик встают на путь возрождения былых чувств. | 20 марта 2018 |  |  |  |  |
|          | |               |  |  |  |  |
| 206 (8)  | Гастрольный тур привёл пацанов в Сочи, куда приехали Валя и Лера с Мишей. Свободный Антоха заводит знакомства с 2 отдыхающими красотками, однако получает травму в бассейне. Маша вместе с Эдиком ведёт блог концертной группы. Колян учит номер подставного победителя конкурса и чуть не теряет Мишу. Вован тянет Валю на пляж, но она сперва хочет испробовать все услуги отеля.                                                      | 21 марта 2018 |  |  |  |  |
|          | |               |  |  |  |  |
| 207 (9)  | Антон узнал, что Олеся Геннадьевна не вполне справедливо распределяет прибыль, но готов молчать в обмен на особую услугу интимного характера. Базанов согласился отпустить условно осуждённую Леру в Испанию на отдых с мужем и чуть не стал фигурантом дела о коррупции, чему поспособствовал шантажируемый узнавшей об том, что во время гастролей в Тюмени Колян и Маша проснулись вместе в одной постели, Олесей Геннадьевной Колян. | 22 марта 2018 |  |  |  |  |
|          | |               |  |  |  |  |
| 208 (10) | Коляну необходимо удалить из телефона Олеси Геннадьевны фотокомпромат на себя и подсылает к ней Антоху с бутылкой «снотворного» вина. Ради примирения с «Линейкой» По совету Наташи Гарик предложил ей пожениться, но в последний момент пошёл на попятную и окончательно разрушил их отношения. | 26 марта 2018 |  |  |  |  |
|          | |               |  |  |  |  |
| 209 (11) | Из-за инцидента в Тюмени Лера запретила Коляну гастролировать, но после серии устроенных не без помощи Олеси встреч с поклонниками, среди которых оказывается Игорь Бутман, изменила своё решение. Из-за разлада с матерью и новым отчимом Антоха переехал к Вовану, чем сильно недовольна Валя. | 26 марта 2018 |  |  |  |  |
|          | |               |  |  |  |  |
| 210 (12) | Вован страдает от икоты. К пацанам в Пермь приехал одноклассник, но имеются сомнения: а не самозванец ли он? Подвыпившие Ознобихин и его начальница под видом Сверхгусара и Легавой отправились карать несправедливость и в итоге проводят ночь вместе. | 27 марта 2018 |  |  |  |  |
|          | |               |  |  |  |  |
| 211 (13) | У операторов сериала стёрлись все записи гастролей в Чите. Пацаны с Олесей Геннадьевной переснимают их по воспоминаниям — по крайней мере в том виде, котором они сами всё запомнили после встречи с местным шаманом. | 27 марта 2018 |  |  |  |  |
|          | |               |  |  |  |  |
| 212 (14) | Колян поссорился с женой и Лера ушла к Вике; теперь каждый ждёт, чтобы его половинка пришла с извинениями. Антоха узнал, что в город вернулась Наташа, и пошёл к ней одновременно мириться и с предложением ещё раз попробовать создать семью. | 29 марта 2018 |  |  |  |  |
|          | |               |  |  |  |  |
| 213 (15) | Надежда Ивановна даёт понять Ознобихину, что для неё работа и личные отношения несовместимы, но потом сама же изменяет своим принципам. Антоха устроил вечеринку по поводу своего новоселья и это на руку Вале с Вованом, так как им предстоит отказаться от всего перед искусственным оплодотворением. После ссоры с соседями из-за сброшенной гири Антоха получает заряд дроби в спину и пацаны попадают в СИЗО.                       | 29 марта 2018 |  |  |  |  |
|          | |               |  |  |  |  |
| 214 (16) | Попытка Олеси Геннадьевны договориться с полицейским начальством не увенчалась успехом, поэтому она организовала пацанам побег. И всё было бы прекрасно, если бы беглецы не перепутали машину. | 29 марта 2018 |  |  |  |  |
|          | |               |  |  |  |  |

### 7 сезон «Успешные, знаменитые, семейные»
У Иваныча нашлась «внебрачная» родственница, которая не хочет иметь с ним ничего общего, но самим фактом своего существования поставившая семью Обориных на грань развода. Антон с Вованом открывают собственный автосервис, при этом оба сталкиваются с семейными проблемами: Антоха по-прежнему ходит налево, а Валя родила мужу тройню. Эдик всеми способами старается расплатиться с ипотекой. Базанов в одностороннем порядке развёлся с Лизой. После свадьбы с Наташей Антоха уезжает в Крым, чтобы быть ближе к Наташе и сыну.
Сезон заканчивается примирением Иваныча с Ларисой Александровной и их отъездом в Испанию. На отдыхе их яхта попадает в шторм, спасатели находят в море лишь обломки. После безрезультатных поисков Оборины объявлены погибшими. По завещанию оказывается, что Колян является единственным наследником всего имущества Иваныча. Далее показан тропический остров, на котором Иваныч починил свою камеру.
| 215 (1)  | Лера ушла в клуб на встречу с подругами, оставив мужа с дочкой Надей. Не в силах успокоить орущего ребёнка, Колян позвал на помощь свою мать. Антоха открыл свой автосервис и учит Вована гонять подчинённого Шакала. | 25 марта 2019  |  |  |  |  |
|          | |                |  |  |  |  |
| 216 (2)  | Оборина-старшая узнала о наличии у Иваныча молодой беременной любовницы Саши. У Антохи пропали фары с машины, а потом пришла СМС с номером счёта, на который следует внести деньги за их возврат — вот по нему-то он и найдёт похитителя. Эдик рассматривает варианты расплатиться с долгами. | 25 марта 2019  |  |  |  |  |
|          | |                |  |  |  |  |
| 217 (3)  | Любовница оказалась внебрачной дочерью Иваныча, что лишь усугубило его вину в глазах Ларисы Александровны. Ознобихин отмечает с Базановым его развод и в паре с задержанным «скинхедом» доставляет подчинённого домой. Туда же после неудачной вписки на встречу с подрабатывающей няней Еленой приходит Антоха. | 25 марта 2019  |  |  |  |  |
|          | |                |  |  |  |  |
| 218 (4)  | Мать и дочь Оборины не желают видеть Иваныча и переезжают в гостиницу. Колян же обращается к нему за советом, куда лучше вложить свои быстро тающие финансы. Эдику нужны деньги на очередной взнос по ипотеке, но на свадьбе заказчик расплатился с ним вещами, которые ещё следует донести до дома. УЗИ показало, что Валя беременна тройней. | 26 марта 2019  |  |  |  |  |
|          | |                |  |  |  |  |
| 219 (5)  | Колян недоволен ценами за номер и перевозит семью в пентхаус, который Иваныч подарил собственной внучке. Сам же Оборин, к возмущению жены, поселился в соседней квартире. Антоха предложил Вовану перед предстоящим отцовством оторваться на море. Эдик тоже надумал бежать от проблем на Казантип. | 27 марта 2019  |  |  |  |  |
|          | |                |  |  |  |  |
| 220 (6)  | Из телефона Коляна Лера узнала, что он втайне от семьи продолжает общаться с Иванычем. Антон в очередной раз увольняет Шакала, просить за него приходит жена. Мать Базанова приводит сыну богобоязненную невесту, но так заигрывается в собственную религиозность, что спугивает девушку. | 28 марта 2019  |  |  |  |  |
|          | |                |  |  |  |  |
| 221 (7)  | Колян потерял квадрокоптер Иваныча и с пацанами отправился на его поиски. Эдик задумал ограбить инкассаторов, для чего привёз из деревни ружьё деда. Попытка Леры наладить контакт с единокровной сестрой лишь усложнила их отношения, но помирила с отцом. | 1 апреля 2019  |  |  |  |  |
|          | |                |  |  |  |  |
| 222 (8)  | Для возвращения жены Иваныч по совету Коляна решил воссоздать их первое свидание. Поскольку Колян болен, Оборин взял в помощь Антоху с Вованом, однако из-за косяков им приходится просить помощи у отчима Антона. Лере же выпадает задача вытащить мать к месту встречи и она справляется с ней не без помощи матери Коляна. В итоге выясняется, что Иваныч воссоздал свидание с другой пассией, и обиженная Лариса Александровна требует развода. | 2 апреля 2019  |  |  |  |  |
|          | |                |  |  |  |  |
| 223 (9)  | Лариса Александровна требует половину имущества Иваныча. Глядя на проблемы родителей, по совету Вики Лера задумывается о брачном договоре и составляет список их личной с Коляном собственности. Пацаны решают обогатиться на спортивном матче, но Антоха с Вованом ставят на соперников команды Коляна. | 3 апреля 2019  |  |  |  |  |
|          | |                |  |  |  |  |
| 224 (10) | Колян с Лерой спорят, чей метод тренировок эффективнее. Вован избегает секса с беременной Валей, та приводит аргументы в пользу подобной практики. Вернувшаяся в город Наташа требует, чтобы Антоха, который в своё время стал любовником жены Шакала, наконец-то остепенился и занялся проблемами семьи. | 4 апреля 2019  |  |  |  |  |
|          | |                |  |  |  |  |
| 225 (11) | Лера решила увеличить грудь и отправилась с Коляном в стриптиз-клуб посмотреть на результаты предыдущих творений хирурга. Туда же пришли Антоха с Вованом отметить мальчишник. Эдик с разрешения Маши флиртует с кредитным менеджером Алсу, но заигрался. | 8 апреля 2019  |  |  |  |  |
|          | |                |  |  |  |  |
| 226 (12) | Антоха с Наташей наконец-то поженились, но никто из гулявших на свадьбе не помнит как всё прошло. Ситуацию прояснила видеозапись на телефоне Коляна, где Наташа узнаёт от Светланы про измену Антона. Повышенный до капитана Ознобихин выясняет, откуда все знают о его отношениях с Надеждой Ивановной. | 9 апреля 2019  |  |  |  |  |
|          | |                |  |  |  |  |
| 227 (13) | Колян и Лера в поисках общих интересов идут на кулинарный баттл против Вики и Андрюши. Эдик заподозрил у себя срамную болезнь и на пару с Алсу обращается в венерологический диспансер. Узнавшая об этом Маша прогнала мужа прочь. Вован всячески избегает присутствия на родах, но обстоятельства оказываются выше его желаний. | 10 апреля 2019 |  |  |  |  |
|          | |                |  |  |  |  |
| 228 (14) | Вражда Обориных-старших продолжается. Колян предложил Ларисе Александровне обратиться за помощью к юристу Саше, за что был изгнан Лерой из дому вместе с умершим на его руках псом из приюта. Вован в отсутствие Антохи и в заботах о семье оставляет автосервис на Шакала, тот открывает в нём майнинговую ферму. Базанов пытается восстановить отношения со своей бывшей девушкой Марго, но отпугивает девушку наличием сына. | 11 апреля 2019 |  |  |  |  |
|          | |                |  |  |  |  |
| 229 (15) | Колян мирится с Лерой по советам футболисток подопечного клуба. Прежде, чем забрать Валю из роддома, Вован участвует в митинге против сноса автосервиса. Ознобихин ревнует начальницу к Иванычу. | 15 апреля 2019 |  |  |  |  |
|          | |                |  |  |  |  |
| 230 (16) | Желая остановить развод Обориных, Колян вызвал из Испании Мишу, но возникли проблемы с документами. Пока Валя под присмотром свекрови учится уходу за детьми, прапорщик Селиванов организует сыну курс молодого отца. Эдик незаконно проникает в банковскую базу данных, чтобы удалить запись о своей ипотеке. | 16 апреля 2019 |  |  |  |  |
|          | |                |  |  |  |  |
| 231 (17) | Лариса Александровна через юриста арестовала имущество и счета Иваныча, забыв, что сама же на это живёт. Теперь она с мужем вынуждена вернуться в их первую, забытую в 90-х, квартиру. Колян присутствует на поминках своего поклонника. | 17 апреля 2019 |  |  |  |  |
|          | |                |  |  |  |  |
| 232 (18) | Колян познакомился с мужем Саши, работником «влиятельной» правоохранительной структуры, и пригласил его с женой на шашлыки. Лера не против, так как усомнилась в родстве и ей нужен образец ДНК сестры. Иваныч на рынке защитил Армена от рэкета. | 18 апреля 2019 |  |  |  |  |
|          | |                |  |  |  |  |
| 233 (19) | Каждый День рождения Миши традиционно превращается в соревнование подарков. На этот раз Колян наконец-то переплюнул всех: он подарил сыну путешествие в виртуальную реальность. | 22 апреля 2019 |  |  |  |  |
|          | |                |  |  |  |  |
| 234 (20) | Иваныч с женой помирились и собираются на отдых в Испанию. Коляну напоследок дано задание подвезти в аэропорт кораблик в бутылке. Вован оплакивает проданый автосервис. Эдик для закрытия ипотеки ввязался в онлайн-игру, продав ради неё всё что есть. Обеспокоенная за его психику Маша вырвала парня из сети, в результате чего он действительно «повредился умом». Во время шторма Оборины пропали без вести. Ко всеобщему удивлению оказалось, что всё движимое и недвижимое имущество завещано Коляну. Заканчивается сезон кадрами с неизвестного острова, где Иваныч чинит видеокамеру. | 23 апреля 2019 |  |  |  |  |
|          | |                |  |  |  |  |

### 8 сезон «Бой за наследство»
Согласно завещанию Оборина, всё его многомиллионное наследство достанется Коляну лишь при условии, что тот станет чемпионом ММА, а после защитит свой титул. Сам того не желая, Колян бросает вызов профессиональному бойцу Магомеду Исмаилову. Убитая горем из-за потери родителей Лера нападает на их след и с Геной организует спасательную экспедицию.
Вован продаёт автосервис и вместе с Шакалом начинает работать в гараже администрации города. Эдик устраивается к Фитилю в коллекторское агентство.
Сезон заканчивается тем, что Колян защищает свой пояс (благодаря тому, что Магомед поддался) и становится миллионером. Поиски Леры завершаются успехом, Оборины возвращаются домой.
Но неожиданно Колян объявлен в розыск и арестован при попытке покинуть страну.
| 235 (1)  | По завещанию, в права наследства Колян сможет вступить лишь став чемпионом смешанных единоборств — тренировки начались. Лера в тоске по родителям впала в депрессию. Ознобихин с Базановым ищут замену сгоревшему служебному компьютеру, и помог им в этом новоиспечённый телефонный коллектор Эдик. | 12 мая 2020  |  |  |
|          | |              |  |  |
| 236 (2)  | Перешедшая на алкоголь Лера замечает знаки присутствия в городе отца, что привело её в реабилитационный центр. Колян с Геной рискнули тряхнуть на деньги сурового авторитета Клима — одного из должников Иваныча, не зная, что тот уже всё вернул. Вована постоянно преследуют неприятности, поэтому Валя решила его застраховать. | 12 мая 2020  |  |  |
|          | |              |  |  |
| 237 (3)  | Колян обнаружил, что у Миши есть своя кредитная карта, но делиться с папой деньгами сын не настроен. Эдик вместе с Фитилём «вышел в поле» и затем на па́ру с Базановым затеял аферу с псевдопобоями от должника. Маша нашла работу в текила-баре, где в первый же вечер вступила в конфликт с более молодыми коллегами. | 13 мая 2020  |  |  |
|          | |              |  |  |
| 238 (4)  | Для упокоения души Иваныча Колян затеял по нему поминки, на которые фактически никто не явился, а потом заложил на районе памятный камень в его честь. Марина с Арменом неосмотрительно воспользовались приглашением Обориных-старших на «светскую» вечеринку, тем самым попав на секретную оргию. Лера по совету нотариуса ищет первое завещание отца, написанное ещё до встречи Коляна с Иванычем.                                                                 | 14 мая 2020  |  |  |
|          | |              |  |  |
| 239 (5)  | Лера через спортивное агентство ищет спортсмена, согласного проиграть Коляну. Сам Колян решил идти обходным путём и стать чемпионом фрисби — пояс победителя у них схож с борцовским. Вован требует от Ознобихина найти картонную фигуру Антохи, которая в итоге оказалась у Базанова. | 18 мая 2020  |  |  |
|          | |              |  |  |
| 240 (6)  | Дело с подставным бойцом получило огласку и Коляну пришлось драться по-настоящему против чемпиона. Вокзальная цыганка ворожит на точное место пропажи Иваныча с женой. Эдик требует с купившего Марине дублёнку Армена возврата кредита с огромными процентами. | 19 мая 2020  |  |  |
|          | |              |  |  |
| 241 (7)  | На радостях от победы Колян заявил, что теперь побьёт хоть Магомеда Исмаилова. По вине Шакала фраза попала в Интернет и Магомед пожелал встретиться с хвастуном. Эдик забрал крупный долг и скрылся с деньгами, задача полиции — задержать его раньше Фитиля, а поможет им всё тот же Интернет. Магомед приезжает в Пермь и в автосервисе встречается с Коляном. | 20 мая 2020  |  |  |
|          | |              |  |  |
| 242 (8)  | Согласно дополнению к завещанию Колян должен защитить титул, поэтому он вызвал Магомеда на бой. Тренировать Наумова будет лучший мастер Перми Савельич — или он теперь Савельевна? Гена выясняет у Миши с Варей, куда они де́ли бриллиант из коробочки. | 21 мая 2020  |  |  |
|          | |              |  |  |
| 243 (9)  | Колян столько времени проводит с Савельевной, что Лера начала ревновать. Вован в борьбе за звание «Отец года» чуть не потерял ребёнка. Фитиль сделал Эдику непристойное предложение в отношении Машки. В гей-баре приехавшая с Викой туда Лера устраивает драку с тренером Коляна. | 25 мая 2020  |  |  |
|          | |              |  |  |
| 244 (10) | Шакал решил, что у Вована проблемы с женой, и подмешал ему в чай возбудитель, но напиток случайно выпил Колян, которому тренер запретила секс до боя. Ознобихин с Базановым расследуют дело о похищении волос. | 26 мая 2020  |  |  |
|          | |              |  |  |
| 245 (11) | Коляна вызвали в школу, там он вступил в конфликт с отцом одноклассника Миши и невольно стал героем YouTube. Вован с Варей ищут няню, на их ораву согласилась только Машка. | 27 мая 2020  |  |  |
|          | |              |  |  |
| 246 (12) | Чтобы не потерять состояние отца, Лера повела «завидного холостяка Перми» Коляна в ЗАГС. Ознобихин старается вызвать ревность у Надежды Ивановны. Вован узнал, что Баста незаконно использует его стихи. | 28 мая 2020  |  |  |
|          | |              |  |  |
| 247 (13) | Савельевна после ранее произошедшей ссоры перестала учить Коляна, поэтому он уехал «к корням» в деревню, где продолжил тренировки самостоятельно, но из-за отца чуть не стал фигурантом дела для местного участкового. Вале надоело, что Вован всё свободное время посвящает дочерям, и она при помощи Машки решила заставить его ревновать. | 1 июня 2020  |  |  |
|          | |              |  |  |
| 248 (14) | Пока вернувшийся в город Колян совмещает тренировки с голоданием, друзья и родственники за его спиной стараются устранить Магомеда: Лера, после неудачной попытки подкупа, подкинула наркотики, Вован накормил арбузом с «допингом», а Марина — хачапури из просроченных продуктов. Эдик сумел забрать долг у покойного. | 2 июня 2020  |  |  |
|          | |              |  |  |
| 249 (15) | Накануне боя Колян пропал и его ищут по всей Перми. Он же решил «взглянуть страху в глаза» и оказался заперт в спорткомплексе с таинственным Мараткой. Да будет бой! И пусть победит сильнейший! | 3 июня 2020  |  |  |
|          | |              |  |  |
| 250 (16) | Колян вышел из комы в швейцарской клинике, где личный консьерж Филипп рассказывает ему историю победной схватки, во время которой Магомед поддался. В это время опекун Лера напала на след своих родителей и отправилась на поиски. Погрязший в долгах Эдик подбил Машку украсть у Вована с Валей деньги, накопленные на новый дом. | 4 июня 2020  |  |  |
|          | |              |  |  |
| 251 (17) | Нувориш Колян бросился кутить: заплатил Эдику миллион за поцелуй с бомжихой и ненароком вусмерть опоил Шакала. На другой день выигрыш сгорел в огне из-за ссоры Эдика с бомжом, а Шакал «умер» с перепоя и чуть не был похоронен заживо. Но был и светлый поступок: участковый встретился с любимым героем. | 8 июня 2020  |  |  |
|          | |              |  |  |
| 252 (18) | Эйфория от богатства сменилась апатией, поэтому Филипп предложил Коляну реализовать мечты детства. В процессе выясняется, что ему просто не хватало общения с отцом. В это время Шакал встречает своего вернувшегося по УДО батю, а Вован со своим перебирают мотор «Лады». | 9 июня 2020  |  |  |
|          | |              |  |  |
| 253 (19) | Освобождённым из африканской неволи Обориным решено устроить весёлую встречу в русском народном стиле. Выяснилось, что всем организаторам нужна финансовая помощь Коляна. А тут ещё «скончался» любимый хамелеон Иваныча — под подозрением все, включая Ознобихина с Базановым. | 10 июня 2020 |  |  |
|          | |              |  |  |
| 254 (20) | Наумов устраивает для Леры свидание. Однако затем в дом Иваныча врывается ОМОН с требованием выдать Наумова. Колян скрылся в гараже Вована, куда пришёл Эдик с вестью, что Маша якобы беременна, и готовит с пацанами машину для побега за границу, но при прощании с Лерой вновь появляется приведённая женой группа захвата. Проходит несколько месяцев. В тюремной камере Иваныч поведал Коляну, что он стал жертвой его операции по выявлению бизнес-захватчика. | 11 июня 2020 |  |  |
|          | |              |  |  |

### 9 сезон «Книга Коляна»
После выхода на свободу Колян соглашается дальше сотрудничать с сериалом и намерен написать автобиографию. У Вована произойдёт послеродовая депрессия, что шокировало его жену. Валя становится главой района, а Иваныч решил стать губернатором и пойти на выборы.
Колян принимает решение снять фильм по своей книге и в ходе поездки Москву находит режиссёра для этой цели и приглашает всю группу. После завершения съёмок Иваныч проигрывает выборы и решает вспомнить молодость.
Сезон заканчивается тем, что Сергей Иваныч вывез всю свою семью, а также Вована с Валей и Машу с Эдиком в Турцию. Селивановым это была благодарность за помощь на выборах, а Тляшевых Оборин просто пожалел. Однако у Коляна начинается тоска по родине. Лера тем временем собирается предложить Коляну переехать навсегда в Испанию для чего устраивает романтический сюрприз, однако Колян съедает слишком много устриц. Эдик хочет остаться в Турции массажистом, а Машка подозревает, что беременна. Вован и Ознобихин находят кальян. Спустя время на связь со своей аудиторией вышел Колян. Сидя в кафе на берегу моря, он поделился, что, похоже, Турция и есть то место, где он чувствует себя комфортно. В этот момент на него набросился какой-то турок — как оказалось, хозяин заведения, в который Колян устроился работать официантом.
| 255 (1)  | Намеренный написать свою автобиографию Николай Наумов соглашается и дальше сотрудничать с создателями сериала и затем выходит на свободу. Лера после попытки помириться со своим мужем временно меняет свою причёску и пьёт в баре в компании Вики, куда затем в компании Вована, Шакала и ещё одного друга Кощея приходит Колян. После проведённой с Лерой ночи в гостинице Колян объясняется с женой и затем поселяется в бывшей квартире своей мамы. | 29 августа 2022  |  |  |
|          | |                  |  |  |
| 256 (2)  | Ознобихин предлагает Коляну обменяться литературным опытом. Вован оказывается в глубокой депрессии, что шокирует его жену. Наумов обнаруживает, что Машка и Шакал являются любовниками. | 29 августа 2022  |  |  |
|          | |                  |  |  |
| 257 (3)  | Лера оставляет Мишу с Колей, чтобы сын отдохнул от гаджетов. У Коляна окончательный затык с книгой, поэтому он решает развеяться и исправить ошибки прошлого. При этом Вован становится обладателем игровой приставки. | 29 августа 2022  |  |  |
|          | |                  |  |  |
| 258 (4)  | Коляну надоело жить в старой квартире, и он тайно посещает загородный дом. Лера читает наброски книги и начинает ревновать Коляна к Машке. | 29 августа 2022  |  |  |
|          | |                  |  |  |
| 259 (5)  | Лера хочет помочь Коляну с книгой и нанять ему профессионального писателя-помощника. Колян уверен, что может справиться сам. | 30 августа 2022  |  |  |
|          | |                  |  |  |
| 260 (6)  | Помощник Коляна оказывается очень общительным и дружелюбным, что очень нравится всем пацанам. Только Колян считает его алкоголиком, из-за чего перестает общаться с друзьями. | 31 августа 2022  |  |  |
|          | |                  |  |  |
| 261 (7)  | Иваныч решает баллотироваться в губернаторы. Он привлекает Коляна к своей тайной агитации и заставляет танцевать пасодобль на районном празднике. | 1 сентября 2022  |  |  |
|          | |                  |  |  |
| 262 (8)  | Коляна напрягает сожительство с Машкой, и он пробует решить её квартирный вопрос. Эдик становится биржевым гуру и подставляет Фитиля. | 5 сентября 2022  |  |  |
|          | |                  |  |  |
| 263 (9)  | У Коляна и Леры новый медовый месяц в старой квартире Коляна, но Лера не знает, как свалить, а Колян хочет остаться один и писать книгу, но не знает, как выгнать Леру. | 5 сентября 2022  |  |  |
|          | |                  |  |  |
| 264 (10) | Лера сообщает Коляну, что у их сына первая несчастная любовь. Колян помогает Мише справиться с депрессией и учит его мужским секретам. | 6 сентября 2022  |  |  |
|          | |                  |  |  |
| 265 (11) | Колян презентует свою книгу, но книга нравится не всем. Он зовет одного из хейтеров в Пермь, чтобы лично с ним познакомиться. Валя и Вован оказываются на грани развода, когда Вован узнает, что его жена берёт взятки. | 7 сентября 2022  |  |  |
|          | |                  |  |  |
| 266 (12) | Планам Коляна и Леры отдохнуть за границей не суждено сбыться, и они проводят незабываемые выходные в деревне, где на работу устроилась давняя знакомая Наумова психолог Надя. Валя при этом пытается купить дом у отца Коляна, однако ссорится с Вованом. | 8 сентября 2022  |  |  |
|          | |                  |  |  |
| 267 (13) | Колян принимает решение — снять по своей книге фильм и в ходе поездки в Москву находит режиссёра для этой цели. Валя теряет Вована, подумав, что он похитил дочек, однако затем мирится со своим мужем. Базанов и Ознобихин пытаются задержать распространителя наркотиков. Эдик помогает Армену в бизнесе, однако использует для этого откровенную фотографию Машки.                                                                                   | 12 сентября 2022 |  |  |
|          | |                  |  |  |
| 268 (14) | Подготовка к фильму идёт полным ходом, Колян выбирает актрису на роль Леры. Базанов считает, что у Игоря Сергеевича начался кризис среднего возраста, и заводит ему страницу в соцсети. | 13 сентября 2022 |  |  |
|          | |                  |  |  |
| 269 (15) | Колян пытается сделать из актёра, который играет его самого настоящего пермского пацана. Базанов узнаёт страшную тайну Игоря Сергеевича. | 14 сентября 2022 |  |  |
|          | |                  |  |  |
| 270 (16) | Лера увлекалась астрологией и оказывается, они с Коляном не подходят друг другу. Колян хочет доказать обратное, поэтому Вован и Шакал помогают ему организовать романтический вечер. | 15 сентября 2022 |  |  |
|          | |                  |  |  |
| 271 (17) | Колян устраивает банкет по случаю окончания съёмок и приглашает всю группу. Лера переживает, что она старая, и ревнует Коляна к актрисе, которая играет её саму. | 19 сентября 2022 |  |  |
|          | |                  |  |  |
| 272 (18) | Колян готовится к премьере фильма, а Оборин переживает за выборы. | 20 сентября 2022 |  |  |
|          | |                  |  |  |
| 273 (19) | После выхода фильма с Коляном никто не разговаривает, кроме Иваныча, который проиграл выборы и решает вспомнить молодость. | 21 сентября 2022 |  |  |
|          | |                  |  |  |
| 274 (20) | Иваныч вывозит всю семью на отдых в Турцию. Однако у Коляна начинается тоска по родине. Лера тем временем собирается предложить Коляну переехать навсегда в Испанию для чего устраивает романтический сюрприз, однако Колян съедает слишком много устриц. Эдик хочет остаться в Турции массажистом, а Машка подозревает, что беременна. Вован и Ознобихин находят кальян. В итоге Колян становится работником кафе в Турции.                            | 22 сентября 2022 |  |  |
|          | |                  |  |  |

### 10 сезон «Прощальный сезон»
Основные действия сезона разворачиваются в деревне Наумовка и прилегающих к ней землях, которые Колян получил в наследство от умершей бабушки. Батя и председатель не рады этому и пытаются убедить его продать земли, но у Коляна большие планы на их развитие.
Валю увольняют с должности главы администрации района, а Вован случайно лишает семью финансовой подушки безопасности. Эдик выигрывает в лотерею более 100 миллионов рублей и старается скрыть это от окружающих. Ознобихин передаёт дела Базанову и переводится участковым в Наумовку. Базанов тяжело переживает смерть матери, а тут ещё к нему возвращаются все его женщины — Настя, Лиза и Марго — и он разрывается меж ними, пытаясь выбрать одну.
Сезон, а заодно и сериал, заканчивается тем, что Колян, Ознобихин и Машка отправились искать в Москве продюсеров, чтобы начать новый проект. Они провели в ресторане несколько встреч, но их не устроили условия. Зато в том же ресторане герои познакомились с официантом, который когда-то был поклонником «Реальных пацанов».
Молодой человек попросил Машку сфотографироваться с ним, а затем Коляна — снять видео с приветом другу, который лежит в госпитале после ранения. «А чо приветы-то передавать?», — спрашивает Колян и предлагает навестить военного. В последнем эпизоде сериала Колян едет в госпиталь поддержать раненных участников боевых действий на Украине. На фоне общения Наумова, Маши и Ознобихина с солдатами звучит монолог Коляна о том, что вот это и есть реальность, какая есть, и живут в ней вот такие реальные настоящие пацаны, играет песня «Смысловых галлюцинаций» «Вечно молодой».
Колян объясняет кинокритику, зачем вообще снимался сериал «Реальные пацаны». Валя снова беременна, и Вован, чтобы заработать денег на содержание семьи, соглашается сниматься в сериале про первобытных людей, режиссёром которого оказывается Антоха.
| 275 (1)  | Бабушка Коляна умирает, и он по завещанию получает дом, а также родную деревню и 500 гектаров площади вокруг неё. Председатель сельсовета хочет выкупить землю, не без помощи отца Коляна. Валю увольняют с должности главы района, и Вован пытается отомстить её начальнику, не зная, что его жена до последнего брала взятки. | 23 октября 2023 |  |  |
|          | |                 |  |  |
| 276 (2)  | Колян находит заброшенный коровник, не догадываясь, что местные устроили здесь казино. Лера продолжает пытаться изменить своё отношение к Коляну. У Базанова горе — умерла мама, но его постоянная тоска надоедает Ознобихину. Тот покупает подчинённому билет на стендап, где Базанов встречает бывшую жену — Иванчук. | 23 октября 2023 |  |  |
|          | |                 |  |  |
| 277 (3)  | Колян планирует использовать свободные поля на его земле для посева хмеля, из-за чего председатель сельсовета его подкалывает. Шакал на поле находит неизвестную вещь, которая вызывает интерес у Леры, пригласившей для этого краеведа. Маша продолжает бедствовать вместе с Эдиком, который пристрастился к лотереям, а также с мыслями перебраться к Фитилю. Пристрастие Эдика по итогу приносит неожиданные перемены.                                                                                   | 24 октября 2023 |  |  |
|          | |                 |  |  |
| 278 (4)  | Игорь Сергеевич организует очередную операцию, в этот раз по поимке вора различных мобильных средств передвижения, с ним отправляются Базанов и его подросший сын Лев. Базанов задерживает маленькую девочку, якобы почившего его сына, по итогу оказывается, что это дочь Иванчук. Колян тем временем по-немногу обустраивает хозяйство, начав с собирания лавок. В конце концов в его услугах заинтересовывается вся деревня. Армен собирается открыть в деревне точку по продаже обуви, однако неудачно. | 24 октября 2023 |  |  |
|          | |                 |  |  |
| 279 (5)  | В гости к Коляну и Лере приезжают Лариса с Иванычем, который в последнее время сам не свой — необщительный, но на удивление, спокойный. Лариса пытается вернуть былой характер мужа, естественно, при помощи натянутых отношений Иваныча и Коляна. Валя подозревает, что у Тляшевых появились деньги, а те в свою очередь всячески пытаются опровергнуть её догадки. | 25 октября 2023 |  |  |
|          | |                 |  |  |
| 280 (6)  | До Коляна доходят слухи, что в его деревне проходят «звездные войны», и он решает узнать, правда ли это. Пацаны договариваются с местным председателем, что привезут ему партию просроченного пива, но по пути попадают в аварию. | 25 октября 2023 |  |  |
|          | |                 |  |  |
| 281 (7)  | Пацаны организуют петушиные бои и берут петуха в аренду у Коляна. Лера сдаёт дом Коляна своим подружкам, которые решили устроить ретрит в деревне. Эдик и Машка придумывают способ разобраться с Валей. | 26 октября 2023 |  |  |
|          | |                 |  |  |
| 282 (8)  | Пацаны пытаются наладить очередной бизнес в деревне и продают местным гробы. Колян наоборот решает подтянуть здоровье жителей деревни и организует спортплощадку. Лера поддерживает его и ходит с ним на зарядку, параллельно прорабатывая отношения. | 26 октября 2023 |  |  |
|          | |                 |  |  |
| 283 (9)  | Колян обнаруживает неприятный сюрприз в колодце и пытается выяснить, кто это сделал. У Базанова первый рабочий день в качестве участкового. К нему приходят Эдик и Машка, которые продолжают бороться с шантажом Вали. | 30 октября 2023 |  |  |
|          | |                 |  |  |
| 284 (10) | Обнаружив яму на дороге при въезде в деревню, Колян пытается от неё избавиться. В это время пацаны находят бесхозных коз и пробуют свои силы в молочном бизнесе. | 30 октября 2023 |  |  |
|          | |                 |  |  |
| 285 (11) | Участковый организует свое первое мероприятие на новом месте под названием «Веселый коровяк». Батя Коляна и пацаны воруют корову в соседней деревне. Колян решает завести собаку, но Лера не очень рада этой затее. | 31 октября 2023 |  |  |
|          | |                 |  |  |
| 286 (12) | Лера и Колян приглашают всех родных и знакомых в деревню, и по этому поводу Лера собирается приготовить торт. Мама и Армен везут жареного барана в качестве гостинца, но теряют его по дороге. Эдик и Машка покупают новую машину и сбивают кого-то на дороге. | 31 октября 2023 |  |  |
|          | |                 |  |  |
| 287 (13) | Колян организует праздник «Гуляй, Наумовка!», чтобы сплотить жителей деревни. Шакал планирует выступить на празднике в качестве диджея. Базанов тем временем хочет выбрать, с кем продолжать отношения — с Лизой или Иванчук, но вместо этого встречает бывшую соседку Марго. | 1 ноября 2023   |  |  |
|          | |                 |  |  |
| 288 (14) | В деревне стоит сильная жара. Лера плохо себя чувствует, а к Коляну приезжает очень назойливый фанат. Базанов намерен поставить точку в отношениях со всеми своими женщинами. | 1 ноября 2023   |  |  |
|          | |                 |  |  |
| 289 (15) | У Коляна и Леры годовщина. Колян берет в помощники Вована и идёт собирать васильки. В поле они встречают участкового, который охраняет случайно найденную мину. Лера устраивается в деревенскую школу, чтобы принять экзамены у двоечников. А Шакал нанимается в ту же школу разнорабочим и пытается устроить романтик для Леры. | 2 ноября 2023   |  |  |
|          | |                 |  |  |
| 290 (16) | Лера отмечает День рождения. Колян хочет подарить ей кроссовки и заказывает пару в интернете. После свалившейся на него популярности Эдик переводит все деньги в биткоины, чтобы уехать за границу. Женщины Базанова узнают друг о друге. | 2 ноября 2023   |  |  |
|          | |                 |  |  |
| 291 (17) | Колян хочет закончить участие в съёмках сериала. Участковый пытается его отговорить. Валя и Вован тоже хотят сниматься, потому что в их жизни возникает новое «обстоятельство». | 2 ноября 2023   |  |  |
|          | |                 |  |  |

## Актёры и роли

### Роли по сезонам
| Актёр                | Персонаж                                                           | Сезоны    | Сезоны    | Сезоны    | Сезоны    | Сезоны    | Сезоны    | Сезоны    | Сезоны    | Сезоны    | Сезоны    | Сезоны       | Сезоны       | Сезоны       | Сезоны    | Сезоны                 |
| Актёр                | Персонаж                                                           | 1.1       | 1.2       | 2.1       | 2.2       | 3.1       | 3.2       | 4.1       | 4.2       | 5.1       | 5.2       | 6            | 7            | 8            | 9         | 10                     |
| -------------------- | ------------------------------------------------------------------ | --------- | --------- | --------- | --------- | --------- | --------- | --------- | --------- | --------- | --------- | ------------ | ------------ | ------------ | --------- | ---------------------- |
| Николай Наумов       | Колян (Николай Александрович Наумов)                               | Регулярно | Регулярно | Регулярно | Регулярно | Регулярно | Регулярно | Регулярно | Регулярно | Регулярно | Регулярно | Регулярно    | Регулярно    | Регулярно    | Регулярно | Регулярно              |
| Антон Богданов       | Антоха (Антон Александрович / Андреевич Богданов)                  | Регулярно | Регулярно | Регулярно | Регулярно | Регулярно | Регулярно | Регулярно | Регулярно | Регулярно | Регулярно | Регулярно    | Периодически |              |           | 1 эпизод в посл. серии |
| Владимир Селиванов   | Вован (Владимир Николаевич Селиванов)                              | Регулярно | Регулярно | Регулярно | Регулярно | Регулярно | Регулярно | Регулярно | Регулярно | Регулярно | Регулярно | Регулярно    | Регулярно    | Регулярно    | Регулярно | Регулярно              |
| Зоя Бербер           | Лера (Валерия Сергеевна Оборина / Наумова)                         | Регулярно | Регулярно | Регулярно | Регулярно | Регулярно | Регулярно | Регулярно | Регулярно | Регулярно | Регулярно | Регулярно    | Регулярно    | Регулярно    | Регулярно | Регулярно              |
| Станислав Тляшев     | Эдик (Эдуард Эльдарович Тляшев)                                    | Регулярно | Регулярно | Регулярно | Регулярно | Регулярно | Регулярно | Регулярно | Регулярно | Регулярно | Регулярно | Регулярно    | Регулярно    | Регулярно    | Регулярно | Регулярно              |
| Мария Шекунова       | Машка (Мария Шекунова / Тляшева)                                   | Регулярно | Регулярно | Регулярно | Регулярно | Регулярно | Регулярно | Регулярно | Регулярно | Регулярно | Регулярно | Регулярно    | Регулярно    | Регулярно    | Регулярно | Регулярно              |
| Валентина Мазунина   | Валька (Валентина Александровна / Сергеевна Мазунина / Селиванова) | Регулярно | Регулярно | Регулярно | Регулярно | Регулярно | Регулярно | Регулярно | Регулярно | Регулярно | Регулярно | Регулярно    | Регулярно    | Регулярно    | Регулярно | Регулярно              |
| Сергей Ершов         | Сергей Иванович Оборин                                             | Регулярно | Регулярно | Регулярно | Регулярно | Регулярно | Регулярно | Регулярно | Регулярно | Регулярно | Регулярно | Регулярно    | Регулярно    | Регулярно    | Регулярно | Регулярно              |
| Марина Федункив      | Марина Гавриловна Наумова / Бежанян                                | Регулярно | Регулярно | Регулярно | Регулярно | Регулярно | Регулярно | Регулярно | Регулярно | Регулярно | Регулярно | Регулярно    | Регулярно    | Регулярно    | Регулярно | Регулярно              |
| Армен Бежанян        | Армен Бежанян                                                      | Регулярно | Регулярно | Регулярно | Регулярно | Регулярно | Регулярно | Регулярно | Регулярно | Регулярно | Регулярно | Регулярно    | Регулярно    | Регулярно    | Регулярно | Регулярно              |
| Игорь Ознобихин      | Игорь Сергеевич Ознобихин                                          | Регулярно | Регулярно | Регулярно | Регулярно | Регулярно | Регулярно | Регулярно | Регулярно | Регулярно | Регулярно | Регулярно    | Регулярно    | Регулярно    | Регулярно | Регулярно              |
| Алексей Базанов      | Алексей Робертович Базанов                                         | Регулярно | Регулярно | Регулярно | Регулярно | Регулярно | Регулярно | Регулярно | Регулярно | Регулярно | Регулярно | Регулярно    | Регулярно    | Регулярно    | Регулярно | Регулярно              |
| Юлия Гришнина        | Лариса Александровна Оборина                                       |           | Регулярно | Регулярно | Регулярно | Регулярно | Регулярно | Регулярно | Регулярно | Регулярно | Регулярно | Регулярно    | Регулярно    | Регулярно    | Регулярно | Регулярно              |
| Екатерина Шпица      | Ирина                                                              |           |           |           |           | Регулярно |           |           |           |           |           |              |              |              |           |                        |
| Антон Батырев        | Вадим Каневских                                                    |           |           |           |           | Регулярно | Регулярно |           |           |           |           |              |              |              |           |                        |
| Алёна Путина         | Наташка (Наталья Ивашкина)                                         |           |           |           |           |           |           | Регулярно | Регулярно |           |           |              |              |              |           |                        |
| Ольга Плеханова      | Марго (Маргарита Плеханова)                                        |           |           |           |           |           |           | Регулярно | Регулярно |           |           |              |              |              |           | Периодически           |
| Анна Шепелева        | Олеся Геннадьевна Попова                                           |           |           |           |           |           |           |           |           | Регулярно |           | Регулярно    |              |              |           |                        |
| Григорий Трапезников | Гарик (Игорь Соловьёв)                                             |           |           |           |           |           |           |           |           |           | Регулярно | Периодически | Периодически | Периодически |           |                        |
| Максим Тихонов       | «Шакал» (Василий / Григорий Волков)                                |           |           |           |           |           |           |           |           |           | Регулярно | Регулярно    | Регулярно    | Регулярно    | Регулярно | Регулярно              |

### Главные роли
- Николай Наумов — Николай Александрович Наумов (Колян, Длинный, Сутулый), главный герой сериала, друг Антохи, Вована и Эдика. Туго соображает, в важных делах нередко терпит неудачу (часто это случается из-за пацанов), зато имеет честный и добрый характер, за это и заслужил неплохую репутацию среди близкого окружения. Однако он невнимателен и немного глуп. Получил условный срок за кражу люков. Чтобы избежать реального наказания, был вынужден стать участником реалити-шоу «Реальные пацаны», записывая на камеру свою жизнь и жизнь своих друзей, девушек и ближайших родственников. Погасив судимость, продолжил участие в проекте, который со временем стал его основным заработком. В конце 10 сезона приехал в Москву и попытался продать свои идеи на различные киностудии, но не добившись успеха, объявил о закрытии проекта.
- Антон Богданов — Антон Александрович (ранее — Андреевич) Богданов (Антоха, Рыжий), друг Коляна и Вована, зачастую ругающий их за малейший «косяк». Неудачлив‚ однако смекалист. Несмотря на маленький рост, пользуется успехом у противоположного пола. Покинул сериал после 7 сезона, уволился с автосервиса и уехал с Наташкой в Крым. Вернувшись в сериал, в 10 сезоне стал режиссёром документального фильма о неандертальцах.
- Владимир Селиванов — Владимир Николаевич Селиванов (Вован, Лысый), главный герой сериала, друг Коляна и Антохи. Глуповат, при этом добрый, весёлый и бесхитростный, из-за чего над ним часто подшучивают. Совсем не пользуется переменным успехом, зачастую по собственной вине. В 10 сезоне, после закрытия проекта, снялся в документальном фильме о неандертальцах.
- Зоя Бербер — Валерия Сергеевна Наумова (Оборина), девушка из обеспеченной семьи. Ничего из себя не представляет без папиных денег, безуспешно пытается доказать обратное. Добрая, но временами ревнива и слегка стервозна. Часто ссорится с Коляном.
- Станислав Тляшев — Эдуард Эльдарович Тляшев (Эдик), друг Коляна, татарин. Метросексуал, слабоват, труслив, не отличается большим умом.
- Мария Шекунова — Мария Тляшева (Шекунова), добрая и простоватая девушка, подруга Вали, бывшая девушка Коляна, жена Эдика, бескорыстно его любящая, но нередко изменявшая ему с Фитилём.
- Валентина Мазунина — Валентина Александровна (ранее — Сергеевна) Селиванова (Мазунина), подруга Маши, бывшая жена Эдика, жена Вована,, полноватая девушка с тяжёлым характером.
- Сергей Ершов — Сергей Иванович Оборин (Иваныч), муж Ларисы, отец Леры, дед Миши и Нади, тесть Коляна, преуспевающий пермский бизнесмен с криминальным прошлым.
- Марина Федункив — Марина Гавриловна Бежанян (Наумова), сожительница/жена Армена, бывшая жена Александра, мать Коляна и Вари, бабушка Миши и Нади, свекровь Леры.
- Армен Бежанян — Армен Бежанян, армянин, отчим Коляна, сожитель/муж Марины и отец Вари. Торговец обувью на рынке. Молчалив, не ревнив, спокоен.
- Игорь Ознобихин — Игорь Сергеевич Ознобихин, старший лейтенант/капитан полиции, участковый, очень честный работник. В 10 сезоне был уволен со своего участка и переведён на должность участкового в деревню Наумовку.
- Алексей Базанов — Алексей Робертович Базанов, помощник участкового, младший лейтенант полиции. Картавит. Слегка глуповат, скромен и стеснителен. После увольнения Игоря Сергеевича стал участковым.
- Юлия Гришнина — Лариса Александровна Оборина, жена Сергея Ивановича, мать Леры, бабушка Миши и Нади, тёща Коляна. Привыкла жить «на широкую ногу», и постоянно это подчёркивает; имеет проблемы с алкоголем.
- Екатерина Шпица — Ирина Шпицева, старший менеджер в магазине «Техномощь», начальница Коляна.
- Антон Батырев — Вадим Каневских, приятель Леры, её бывший парень.
- Алёна Путина — Наталья Ивашкина, девушка Коляна в период развода с Лерой, впоследствии жена Антохи и мать его сына.
- Ольга Плеханова — Маргарита Плеханова (ранее — Степанова), изначально несовершеннолетняя неформалка, соседка и некоторое время девушка Базанова.
- Платон Зерницкий — Михаил Николаевич Наумов, сын Коляна и Леры, брат Нади, внук Марины, Александра, Армена, Сергея Ивановича и Ларисы Александровны.
- Анна Шепелева — Олеся Геннадьевна Попова, PR-менеджер кандидата в депутаты Наумова, позже — его продюсер. Строга и требовательна, профессионал своего дела. Считает себя красивой. Панически боится Сергея Иваныча, имеет проблемы с алкоголем.
- Григорий Трапезников — Игорь Соловьёв (Гарик), глуповатый подшефный Коляна.
- Максим Тихонов — Василий (ранее Григорий) Волков (Шакал), друг Гарика и Кащея, так же недалёк, как и они, но неплохо соображает, если дело касается выгоды. Работает на Антоху и Вована.
- Надежда Синегузова (дочь Зои Бербер) — Надежда Николаевна Наумова, дочь Коляна и Леры, сестра Миши, внучка Марины, Александра, Армена, Сергея Ивановича и Ларисы Александровны.

### Знакомые пацанов
- Михаил Чуднов — Александр Наумов, отец Коляна, бывший муж Марины‚ дед Миши и Нади, свёкор Леры, в прошлом вор-рецидивист, ныне работяга и семьянин.
- Анастасия Плоскова — Анастасия Базанова (Иванчук), была девушкой лёгкого поведения, предмет любви Базанова. В 10 сезоне стала стендапером.
- Дмитрий Наумов — Дмитрий Наумов, троюродный брат Коляна, аферист, ради своей выгоды способный обмануть кого угодно.
- Екатерина Караченцова[23][24] — Елена Селивёрстова, проститутка, подруга Иванчук. Полновата, не очень красива, но обладает простым и свойским характером. После смены деятельности была временным любовным интересом Антохи. В 10 сезоне стала продюсером Иванчук.
- Геннадий Масленников — Геннадий Михайлович Масленников, доверенное лицо Сергея Ивановича. Работает на Оборина с самого начала его «карьеры», верен ему до последнего вздоха. Производит впечатление щупловатого и не самого сообразительного человека, но в критических ситуациях он способен творить невероятные поступки.
- Татьяна Ронзина — Олеся Ронзина, подруга Леры. Гламурная, глупая (вероятно умственно отсталая) девушка с красивой внешностью, живёт на содержании у своего парня-буддиста Сергуни. В фильме «Реальные пацаны против зомби» было сказано, что она погибла в результате нашествия зомби. Вновь появилась в 10 сезоне.
- Любовь Рудометова — Виктория Андрюшина, подруга Леры, жена Андрюши. Гламурная девушка с красивой внешностью, чуть более умна чем Олеся, высокомерна, без Андрюши ничего из себя не представляет .
- Николай Желнин — Николай Селиванов, отец Вована, военный, старший прапорщик.
- Дмитрий Мальцев — Анатолий Александрович/Андреевич Богданов, младший брат Антона.
- Дмитрий Красильников — Андрей Андрюшин, парень Вики (со 173 серии — муж), кандидат в мастера спорта по боксу, владелец автомойки, казак (1—3, 6, 8 сезоны)
- Павел Полуянов — Сергей Полуянов, парень Олеси и друг Андрея, буддист.
- Валентина Лаптева — Валентина Николаевна Базанова, мама Базанова, воспитательница в детском саду. Тихая незаметная женщина, при этом имеющая огромное влияние на сына. Умерла в 10 сезоне, перед смертью записала на видео советы для сына и выложила их в Интернет.
- Людмила Пустовая — Людмила Николаевна, директор детского садика, также организатор мероприятий Коляна.
- Сергей Кузнецов — Сергей Бояринцев («Бояра»), бывший одноклассник и друг пацанов.
- Андрей Прытков — Андрей Шишигин («Шиша»), друг пацанов.
- Дмитрий Белоцерковский — Борис Ланской, московский «мажор», позарившийся на лес Оборина.
- Елена Болохонцева — Екатерина Альбертовна Болохонцева, помощник участкового, работавшая вместо временно уволившегося Базанова. Ответственная, картавая, высокомерная, с дерзким характером.
- Сергей Фролов — Геннадий Фролов, продавец-консультант в «Техномощи», высокий и трусливый, по характеру похож на женщину.
- Марина Богатова — Анна Богатова, московская подруга Леры.
- Семён Лобашёв — Владислав Лобашев, начальник Коляна в магазине «Техномощь».
- Екатерина Шевченко — Елизавета Ходырева (Базанова), заключённая, забеременевшая от Базанова, стала его второй женой, но брак был аннулирован.
- Яков Тихомиров — Валерий Фитилев (Фитиль), парень Машки в периоды её расставания с мужем и соперник Эдика, бизнесмен, в спортивном сезоне побыл начальником Эдика, помог им рассчитаться с долгами.
- Валентина Ельшанская — Елена Михайловна Теплякова («Линейка»), учительница МХК в ПТУ, девушка Гарика.
- Лев Лазуков — Александр Горштейн, периодически помогает пацанам в решении проблем в области технологий, умный, но о последствиях не всегда думает.
- Ульяна Перетолчина — Надежда Ивановна Утёхина, подполковник полиции, начальница участковых по Перми, возлюбленная Игоря Сергеевича.
- Владимир (Нигатив) Афанасьев — Андрей Афанасьев (Севыч), отчим Антохи, его ровесник.
- Жанна Кадникова — мать Антохи, после развода стала пьющей и гулящей женщиной, не особо заботившейся о детях.
- Гузаль Сельскова — Алсу Эмильхамовна Ембулаева, начальник отдела ипотечного кредитования банка, выдавшего кредит Эдику и Маше, любовница Эдика, к которой тот ушёл от Маши, но позже вернулся из-за дочери.
- Евгения Лифшиц — Александра Колесникова. В 7 сезоне представлена как внебрачная дочь Сергея Иваныча, позже через ДНК-тест опроверг родство с Оборинами.
- Александра Кравченко — Вера, новая жена отца Коляна.
- Антон Борисов — Евгений Евгеньевич, он же Женя Шапочка, писатель-призрак книги Коляна.
- Никита Санаев — Никита, режиссёр фильма по книге Коляна.
- Жанна Маркевич — Клава Сникерс (Клавдия Игоревна Ознобихина), дочь Ознобихина. Исполнительница роли Леры в фильме по книге Коляна.

### Приглашённые знаменитости
В роли самих себя (камео):
- Участники группы «Мальчишник»: Андрей Котов и Павел Галкин (12 серия)
- Анна Семенович (65 серия)[25]
- Эдгард и Аскольд Запашные (66 серия)[25]
- Виктор Рыбин и Наталья Сенчукова (97-106 серии)
- Андрей Леонидович Ширман, более известный как DJ Smash (149 серия)
- Владимир Пресняков (192 серия)
- Игорь Бутман (209 серия)
- Магомед Исмаилов (241, 245, 248—250 серия) — российский боец смешанного стиля
- Участники группы «Каста»: Владислав Лешкевич и Василий Вакуленко (246 серия)
- Александр Волков (249 серия)
- Сергей Селин (251 серия)
- Антон Завьялов (Ант) (254 серия)
- Сергей Мезенцев (265 серия)

В эпизодах сериала появляются известные люди:
- Олег Лысенко (культуролог, преподаватель ПГПУ) — Олег Владиславович Лысенко, директор благотворительного фонда (18 серия)
- Игорь Гиндис (ведущий телеканала «Рифей-Пермь») — Павел Моисеевич Гиндис, ухажер Лериной подружки (31 и 32 серии)
- Валерий (Финн) Мазанов (диджей «Радио Максимум-Пермь») — сотрудник страховой компании (35 серия)
- Олег Верещагин (игрок команды КВН «Парма», участник «Comedy Club» и «Смех без правил») — Олег Верещагин, менеджер автосалона, коллега и возлюбленный Вали и первый соперник Эдика (38—47 серии)
- Василий Мехоношин (журналист) — Василий Мехоношин, суицидник, участник психологического тренинга (42 серия)
- Павел Седов (ведущий телеканала «СТС-Челябинск») — отец Джон Седов, сектант-мошенник (73 серия)
- Юлия Михалкова (актриса шоу «Уральские пельмени») — Виола Михалкова, бывшая возлюбленная Оборина (75 серия)
- Денис Кукояка (участник группы «Хлеб», ведущий интернет-шоу «Мне нравится») — Алик Кукояков, продавец в магазине «Техномощь» («Московский» сезон)
- Александр Шулико (участник группы «Хлеб», ведущий интернет-шоу «Мне нравится») — Валерий Шулико, продавец в магазине («Московский» сезон)
- Максим Ярица (актёр шоу «Уральские пельмени») — Олег Анатольевич Ярица, начальник Коляна (4 сезон, 2 блок)
- Константин Мурзенко — сумасшедший охранник
- Сергей Калугин (актёр шоу «Уральские пельмени») — Сергей Бебякин, дворовый алкоголик
- Айдар Гараев (капитан команды КВН «Союз» (Тюмень)) — Роман Болохонцев, муж Екатерины Болохонцевой
- Денис Дорохов (участник команды КВН «Сборная Камызякского края», шоу «Однажды в России») — Георгий, бездомный

## Съёмочная группа
- Автор идеи — Александр Медведев
- Креативный продюсер — Валентин Чуловский
- Режиссёр-постановщик — Жанна Кадникова
- Второй режиссёр — Андрей Евсеенков
- Авторы сценария — Алексей Базанов, Владимир Морозов, Александр Синегузов, Максим Филипьев, Денис Шенин, Максим Кудымов, Анастасия Фионина, Дмитрий Ковалев
- Генеральные продюсеры — Антон Зайцев, Александр Дулерайн, Артём Логинов, Евгений Никишов, Антон Щукин
- Исполнительные продюсеры — Дмитрий Кондратюк, Дмитрий Пачулия
- Оператор-постановщик — Иван Пушкин
- Художник-постановщик — Владислав Кузнецов
- Режиссёр монтажа — Александр Верхоляк, Анатолий Сорокин

## Факты о сериале

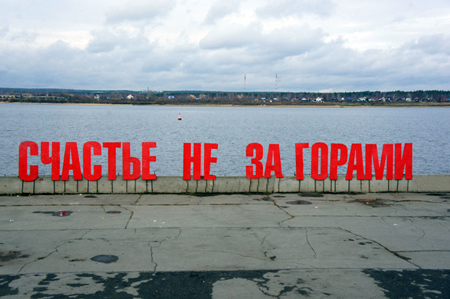
Популярная среди пермяков надпись «Счастье не за горами», которая фигурирует в начальной заставке сериала. Расположена на набережной реки Камы возле вокзала Пермь-1

- Диалоги не были полностью прописаны в сценарии, их додумывали сообща актёры, режиссёр и продюсеры на съёмочной площадке[26]. Хотя, возможно, это преувеличение:

Импровизации тоже находится место, но чаще всего все диалоги прописаны заранее нашими авторами.
По большей части, это их заслуга.
- Пробную серию «Реальных пацанов» сняли в сентябре 2009 года в Перми на любительскую камеру, причём переснимать для телевидения её не стали, и она была показана 8 ноября 2010 года как пилотная серия без монтажных дополнений[28].
- Чтобы создать иллюзию реальности, бо́льшую часть персонажей зовут так же, как и актёров, которые их играют.
- Заставку к сериалу снимал оператор фильма «Как я провёл этим летом» Павел Костомаров, получивший «Серебряного медведя» в Берлине в номинации «За выдающийся вклад в искусство»[28].
- В сериале снимались участники команд КВН «Махачкалинские бродяги», «Парма»[29] (Пермский край), «Уральские пельмени»[30] (Екатеринбург), «Друзья»[31] (Пермь), «Добрянка»[32] (Добрянка—Пермь), «Кефир» (Нягань), «Сборная Пермского края».
- Песни в заглавных титрах («Зацени», автор — Владимир Селиванов) и конечных титрах («Колян», автор — Константин Эйфор — и «Мы вообще крутые») исполняет Владимир Селиванов (первую песню в паре с ним исполняет Анастасия Чеважевская)[33].
- Создатели сериала Антон Зайцев и Александр Синегузов, также снялись в сериале в разных эпизодах. Антон в роли бомжа-бойца, а Александр в роли бывшего одноклассника Пацанов.
- В 1 сезоне для входящих звонков мобильного телефона у Коляна звучит вступление из композиции «На, сука» пермского рэпера «Таймер»[34]. В 2, 3 и 5 (2 блок) сезонах используется вступление из песни «На работу» группы «Триагрутрика» и Смоки Мо из альбома «Т.Г.К.липсис». Также встречаются отдельно в сериале и другие песни группы — «Куда идти после института» и «Провинция моя».
- Игорь Ознобихин, играющий участкового, ранее действительно служил в милиции[35].
- 22 мая 2011 года в программе «Большая разница» была показана пародия на кинотрилогию «Властелин колец», сделанная в стиле «Реальных пацанов»[36].
- В 2014 году продюсерскую компанию «Good Story Media», производящую «Реальных пацанов», выкупил «Газпром-Медиа Холдинг»[37][38][39][40]. Таким образом, «Good Story Media» не прекратила сотрудничество с телеканалом ТНТ (раньше компания производила большое количество контента для телеканала «СТС», в том числе сериалы «Воронины», «Как я встретил вашу маму», «Молодожёны», «Кости»). Теперь, когда сериал был продолжен, его стали производить две компании: «Good Story Media» и «А+production».